# العصر الفحمي
الفحمي أو الكربوني أو الحقبة الكاربونية (باللاتينية: Carboniferous)، وهو خامس العصور الستة من حقبة الحياة القديمة ودهر البشائر، امتد من 358.86  ± 0.14 إلى 298.9  ± 0.15 مليون سنة مضت، لمدة 59.96 مليون سنة تقريبا. يسبقه الديفوني، ويليه البرمي.
استنادا إلى الدراسة البريطانية لتعاقب الصخور، فقد كان أول أسماء «النظام» الحديثة التي يتم استخدامها، ويعكس حقيقة أن العديد من طبقات الفحم التي تشكلت على مستوى العالم كانت خلال تلك الفترة الزمنية. وكان اغلب ما يتم التعامل بعه مع العصر الفحمي في أمريكا الشمالية على أنه عصرين جيولوجيين: المبكر كان عصر المسيسيبي والمتأخر عصر البنسلفاني. كانت الحياة الحيوانية الأرضية في الفحمي مستقرة. وكانت الهيمنة للبرمائيات الفقارية، التي تفرع منها فرع واحد وقد تطور إلى السلويات، التي تعتبر أول الفقاريات الأرضية المنفردة.
وكذلك كانت المفصليات شائعة جدا، والعديد منها كانت أكبر بكثير من الموجودة في يومنا هذا (مثل الميغانيورا). وقد غطت الغابات مساحات شاسعة من الأرض، والتي ستصبح في النهاية طبقة فحمية تميز طبقات العصر الكربوني الموجودة في يومنا هذا. بلغ مستوى الأكسجين في الغلاف الجوي أعلى مستوياته في التاريخ الجيولوجي خلال هذا العصر، حيث وصل إلى 35% مقارنة مع 21% في يومنا هذا، مما سمح لللافقاريات الأرضية بالتطور إلى الأحجام الكبيرة.
شهدت النصف الأخير من هذا العصر دورة جليدية، وانخفاض في مستوى سطح البحر، وتكوين الجبال بسبب تصادم القارات لتشكيل القارة العظمى بانجيا. في نهاية العصر حدث انقراض بحري وأرضي طفيف، وانهارت غابة المطيرة بسبب تغير المناخ.

## التسمية
يعود مصطلح الكربوني (Carboniferous) من (اللاتينية: carbō = «الفحم» و ferō = «أحمل»)، وقد صاغه الجيولوجيان ويليام كونيبير وويليام فيليبس في عام 1822.

## الأقسام الفرعية
ينقسم الفحمي إلى عصرين فرعيين ومن ستة فترات (نسائق):
| العصر    | الفترة     | الفترة    | المرحلة    | أهم الأحداث | البداية (م.س.مضت) |
| -------- | ---------- | --------- | ---------- | --- | ----------------- |
| البرمي   | السسورالي  | السسورالي | الأسيلي    | أحدث | أحدث              |
| الفحمي   | البنسلفاني | المتأخر   | الغزيلي    | - أحداث جيولوجية: أصبح الأوكسجين في أعلى مستوياته في الغلاف الجوي. تكون جبال الأورال في أوروبا وآسيا. تكون جبال الفارسكية في منتصف وأواخر فترة المسيسيبي. - أحداث حيوية : انتشار مفاجئ للحشرات المجنحة؛ (وخاصة اليعسوبيات الضخمة وشبكيات الأجنحة القديمة) وقد كانت كبيرة جدا. أصبحت البرمائيات شائعة ومتنوعة. بداية ظهور الزواحف وغابات الفحم (النبات الحرشفي، والسرخس، وأشجار السيجيلاريا، وذَنَب الخيل العملاق الكالاميتس [الإنجليزية]، والكورداتس، الخ ). انتشر في البحار والمحيطات كل من الغنيتيت [الإنجليزية]، وذراعيات الأرجل، والمرجانيات، وذوات الصدفتين، والمرجان. تكاثرت المنخربات. | 303.7 ± 0.1       |
| الفحمي   | البنسلفاني | المتأخر   | الكاسيموفي | - أحداث جيولوجية: أصبح الأوكسجين في أعلى مستوياته في الغلاف الجوي. تكون جبال الأورال في أوروبا وآسيا. تكون جبال الفارسكية في منتصف وأواخر فترة المسيسيبي. - أحداث حيوية : انتشار مفاجئ للحشرات المجنحة؛ (وخاصة اليعسوبيات الضخمة وشبكيات الأجنحة القديمة) وقد كانت كبيرة جدا. أصبحت البرمائيات شائعة ومتنوعة. بداية ظهور الزواحف وغابات الفحم (النبات الحرشفي، والسرخس، وأشجار السيجيلاريا، وذَنَب الخيل العملاق الكالاميتس [الإنجليزية]، والكورداتس، الخ ). انتشر في البحار والمحيطات كل من الغنيتيت [الإنجليزية]، وذراعيات الأرجل، والمرجانيات، وذوات الصدفتين، والمرجان. تكاثرت المنخربات. | 307 ± 0.1         |
| الفحمي   | البنسلفاني | الأوسط    | الموسكوفي  | - أحداث جيولوجية: أصبح الأوكسجين في أعلى مستوياته في الغلاف الجوي. تكون جبال الأورال في أوروبا وآسيا. تكون جبال الفارسكية في منتصف وأواخر فترة المسيسيبي. - أحداث حيوية : انتشار مفاجئ للحشرات المجنحة؛ (وخاصة اليعسوبيات الضخمة وشبكيات الأجنحة القديمة) وقد كانت كبيرة جدا. أصبحت البرمائيات شائعة ومتنوعة. بداية ظهور الزواحف وغابات الفحم (النبات الحرشفي، والسرخس، وأشجار السيجيلاريا، وذَنَب الخيل العملاق الكالاميتس [الإنجليزية]، والكورداتس، الخ ). انتشر في البحار والمحيطات كل من الغنيتيت [الإنجليزية]، وذراعيات الأرجل، والمرجانيات، وذوات الصدفتين، والمرجان. تكاثرت المنخربات. | 315.2 ± 0.2       |
| الفحمي   | البنسلفاني | المبكر    | الباشكري   | - أحداث جيولوجية: أصبح الأوكسجين في أعلى مستوياته في الغلاف الجوي. تكون جبال الأورال في أوروبا وآسيا. تكون جبال الفارسكية في منتصف وأواخر فترة المسيسيبي. - أحداث حيوية : انتشار مفاجئ للحشرات المجنحة؛ (وخاصة اليعسوبيات الضخمة وشبكيات الأجنحة القديمة) وقد كانت كبيرة جدا. أصبحت البرمائيات شائعة ومتنوعة. بداية ظهور الزواحف وغابات الفحم (النبات الحرشفي، والسرخس، وأشجار السيجيلاريا، وذَنَب الخيل العملاق الكالاميتس [الإنجليزية]، والكورداتس، الخ ). انتشر في البحار والمحيطات كل من الغنيتيت [الإنجليزية]، وذراعيات الأرجل، والمرجانيات، وذوات الصدفتين، والمرجان. تكاثرت المنخربات. | 323.4 ± 0.4       |
| الفحمي   | المسيسيبي  | المتأخر   | السربوخوفي | - أحداث جيولوجية: أستمر التجلد في شرق غندوانامنذ أواخر العصر الديفوني. تنقاصت حركة تكون جبال توهوا في نيوزيلندا. تزداد وفرة بعض الأسماك ذات الزعانف الفصية والتي تسمى جذريات الأسنان وتهيمن على المياه العذبة. تصطدم قارة سيبيريا بقارة صغيرة مختلفة اسمها كازاخستانيا. - أحداث حيوية : ازدهار النباتات الذئبية الكبيرة، عاشت عريضات الأجنحة البرمائية وسط سواحل المستنقعات التي تشكل الفحم، وأنتشرت بشكل كبير للمرة الأخيرة. ظهور عاريات البذور. ظهور كل من حشرات داخليات الأجنحة وشبه جديدات الأجنحة ومتعددات الأجنحة ومسننات الأجنحة ونصثيات الأجنحة، وظهور البرنقيل. ظهور رباعيات الأطراف ذات الخمسة أصابع (البرمائية) والحلزونات الأرضية. انتشرت الأسماك الغضروفية والعظمية في المحيطات وتنوعت بشكل كبير؛ كثرت شوكيات الجلد (وخاصة زنابق البحر وبراعم البحر). أنتشر وتعافى كل من المرجان والحزازيات، والغنيتيت [الإنجليزية]، وعضديات الأرجل (الملولبيات، البرودكتيدات،الخ.)، ولكن بدأت ثلاثيات الفصوص والنوتيلويدات بالتناقص. | 330.3 ± 0.4       |
| الفحمي   | المسيسيبي  | الأوسط    | الفيسان    | - أحداث جيولوجية: أستمر التجلد في شرق غندوانامنذ أواخر العصر الديفوني. تنقاصت حركة تكون جبال توهوا في نيوزيلندا. تزداد وفرة بعض الأسماك ذات الزعانف الفصية والتي تسمى جذريات الأسنان وتهيمن على المياه العذبة. تصطدم قارة سيبيريا بقارة صغيرة مختلفة اسمها كازاخستانيا. - أحداث حيوية : ازدهار النباتات الذئبية الكبيرة، عاشت عريضات الأجنحة البرمائية وسط سواحل المستنقعات التي تشكل الفحم، وأنتشرت بشكل كبير للمرة الأخيرة. ظهور عاريات البذور. ظهور كل من حشرات داخليات الأجنحة وشبه جديدات الأجنحة ومتعددات الأجنحة ومسننات الأجنحة ونصثيات الأجنحة، وظهور البرنقيل. ظهور رباعيات الأطراف ذات الخمسة أصابع (البرمائية) والحلزونات الأرضية. انتشرت الأسماك الغضروفية والعظمية في المحيطات وتنوعت بشكل كبير؛ كثرت شوكيات الجلد (وخاصة زنابق البحر وبراعم البحر). أنتشر وتعافى كل من المرجان والحزازيات، والغنيتيت [الإنجليزية]، وعضديات الأرجل (الملولبيات، البرودكتيدات،الخ.)، ولكن بدأت ثلاثيات الفصوص والنوتيلويدات بالتناقص. | 346.7 ± 0.4       |
| الفحمي   | المسيسيبي  | المبكر    | التورنايسي | - أحداث جيولوجية: أستمر التجلد في شرق غندوانامنذ أواخر العصر الديفوني. تنقاصت حركة تكون جبال توهوا في نيوزيلندا. تزداد وفرة بعض الأسماك ذات الزعانف الفصية والتي تسمى جذريات الأسنان وتهيمن على المياه العذبة. تصطدم قارة سيبيريا بقارة صغيرة مختلفة اسمها كازاخستانيا. - أحداث حيوية : ازدهار النباتات الذئبية الكبيرة، عاشت عريضات الأجنحة البرمائية وسط سواحل المستنقعات التي تشكل الفحم، وأنتشرت بشكل كبير للمرة الأخيرة. ظهور عاريات البذور. ظهور كل من حشرات داخليات الأجنحة وشبه جديدات الأجنحة ومتعددات الأجنحة ومسننات الأجنحة ونصثيات الأجنحة، وظهور البرنقيل. ظهور رباعيات الأطراف ذات الخمسة أصابع (البرمائية) والحلزونات الأرضية. انتشرت الأسماك الغضروفية والعظمية في المحيطات وتنوعت بشكل كبير؛ كثرت شوكيات الجلد (وخاصة زنابق البحر وبراعم البحر). أنتشر وتعافى كل من المرجان والحزازيات، والغنيتيت [الإنجليزية]، وعضديات الأرجل (الملولبيات، البرودكتيدات،الخ.)، ولكن بدأت ثلاثيات الفصوص والنوتيلويدات بالتناقص. | 358.86 ± 0.14     |
| الديفوني | المتأخر    | المتأخر   | الفاميني   | أقدم | أقدم              |

## الجغرافيا
في بداية الفحمي انعكس الانخفاض العالمي في مستوى سطح البحر الذي حدث سابقا في نهاية الديفوني. وحدث أيضا انخفاض في درجات حرارة القطب الجنوبي. وتجلدت أراضي غندوانا الجنوبية طوال الفترة، وكان لهذه الظروف على ما يبدو تأثير واضح على المناطق المدارية العميقة، حيث المستنقعات الخصبة، التي أصبحت في وقت لاحق فحما، وازدهرت في أقصى شمال الأنهار الجليدية بـ30 درجة.
كانت أجزاء كثيرة من أوروبا وأمريكا الشمالية تقع في خط الاستواء، وقد ظهرت فيها رواسب الحجر الجيري السميكة. تتكون الصخور الفحمية في أوروبا وأمريكا الشمالية من سلسلة أحجار جيرية، ورملية، وأردواز ودائع الفحم الحجري، المعروفة في الولايات المتحدة باسم (الأنماط الدورية "cyclothemes") وفي إنجلترا (متكونات الفحم "Coal measures"). يمكننا تقسيم الأحداث الجغرافية إلى قسمين:
- حدود الفحمي السفلى-الأوسط: هناك حدثان مهمان:

1. انخفاض عالمي في مستوى سطح البحر بسبب زيادة الأنهار الجليدية في غندوانا مما تسبب في تراجع وبرودة المناخ. ونشأ من ذلك بحار فوق قارية واسعة وترسبات كربونات من المسيسيبي.[19] وقد أدى الانخفاض في درجات الحرارة في القطب الجنوبي إلى تجلدت أراضي غندوانا الجنوبية، ومن غير المؤكد ما إذا كانت الصفائح الجليدية من مخلفات الديفوني أم لا.[19]
2. تسبب انخفاض مستوى سطح البحر إلى حدوث انقراض بحري كبير في المحيطات، وتأثرت منها زنابق البحر حيث فقد من جنسها حوالي 40% وكذلك الأمونيتات بشكل خاص حيث فقد من جنسها حوالي 80%.[19] وأدى انخفاض مستوى سطح البحر واللا توافق المرتبطة في أمريكا الشمالية إلى انفصال عصر المسيسيبي الفرعي من عصر البنسلفاني الفرعي. وقد حدث هذا منذ حوالي 323 مليون سنة، في بداية تجلد البرمكربوني.[19]

- الفحمي العلوي:بدأت الحرارة بالارتفاع بتدرج في الفحمي العلوي. وتميزت رواسب الفحم في أوروبا وأمريكا الشمالية من نباتات النباتات الحرشفية (اشجار حرشفية) والسيجيلاريا ولم تظهر عناصر نمطيّة من غندوانا التي شملت نباتات السرخس اللساني وعناصر من النباتات الأوروبية. في سيبيريا التي كانت قريبة من القطب الآخر، كانت هناك نباتات مميزة تتكيف مع الظروف الباردة. حيث تبين وجود حلقات النمو في النباتات الأحفورية في غندوانا وسيبيريا إلى أن الظروف في ذلك الوقت كانت باردة. وكانت هذه الحلقات غائبة في أوروبا وأمريكا الشمالية. وفي نهاية الفحمي العلوي، تغيرت المناخ المداري بشكل كبير. وتدهورت النباتات الذئبية والسراخس الكنباثية، واكتسبت بذور السرخس دورا مهما، حيث يشير إلى الظروف الجوية الأكثر جفافا. وما زال الفحم يتشكل ولكن لم تعد نباتات السراخس الكنباثية المساهمة الرئيسية.

شهد العصر الفحمي نشاطا في بناء الجبال، اجتمعت فيه القارة العظمى بانجيا. وبقيت القارات الجنوبية مرتبطة ببعضها البعض في القارة العظمي غندوانا، التي اصطدمت بأمريكا الشمالية وأوروبا (لوروسيا) على طول الخط الحالي لشرق أمريكا الشمالية. ونتج عن هذا الاصطدام القاري تجبل هرسيني في أوروبا، والتجبل الألغيني في أمريكا الشمالية؛ وزادت في اتساع جبال الأبالاش التي تشكلت حديثا إلى جنوب غرب مثل جبال أوشيتا. في نفس الإطار الزمني، التحم الكثير من صفائح أوراسيا الشرقية الحالية مع أوروبا على طول خط جبال الأورال. اجتمعت معظم قارة بانجيا العظمى من حقبة الحياة الوسطى، على الرغم من أن قارة شمال الصين (التي ستصطدم في فترة الفحمي المتأخر)، وقارة جنوب الصين لا تزالا مفصولتين عن لوراسيا. وقد تشكلت بانجيا من فترة الفحمي المتأخر وأصبحت على شكل "O".
كان هناك اثنين من المحيطات الرئيسية في الكربون أبو المحيطات وتيثس القديم، الذي كان داخل الشكل "O" في بانجيا. كانت المحيطات الصغيرة الأخرى تتقلص وفي النهاية انغلقت، مثل محيط ريك (انغلق بسبب تجمع أمريكا الجنوبية والشمالية)، ومحيط أورال الصغير الضحل (انغلق بسبب تصادم قاراتي بلطيقيا وسيبيريا، مكونة جبال الأورال) ومحيط تيثس البدائي (انغلق بسبب تصادم قارة شمال الصين مع قارة سيبيريا/كازاخستان).

## الطقس
كان متوسط درجات الحرارة الأرض في فترة العصر الفحمي المبكر مرتفعة تصل حوالي 20 درجة مئوية. وقد أدى التبريد خلال العصر الكربوني الأوسط إلى خفض متوسط درجات الحرارة إلى حوالي 12 درجة مئوية. وتبين قلة حلقات نمو الأشجار المتحجرة إلى ندرة مواسم المناخ الاستوائي. استمر التجلد في غندوانا، الناجم عن حركة غندوانا نحو الجنوب حتى حلول العصر البرمي بسبب عدم وجود علامات واضحة وفواصل، وغالبا ما يشار إلى رواسب هذه الفترة الجليدية بأنها برمكربونية في الفترة الزمنية.
أدت برودة وجفاف المناخ إلى انهيار غابات العصر الفحمي المطيرة (CRC) وذلك خلال أواخر العصر الفحمي. وتجزأت الغابات الاستوائية المطيرة ثم تدمرت في نهاية المطاف بسبب التغير المناخي.

## الصخور والفحم

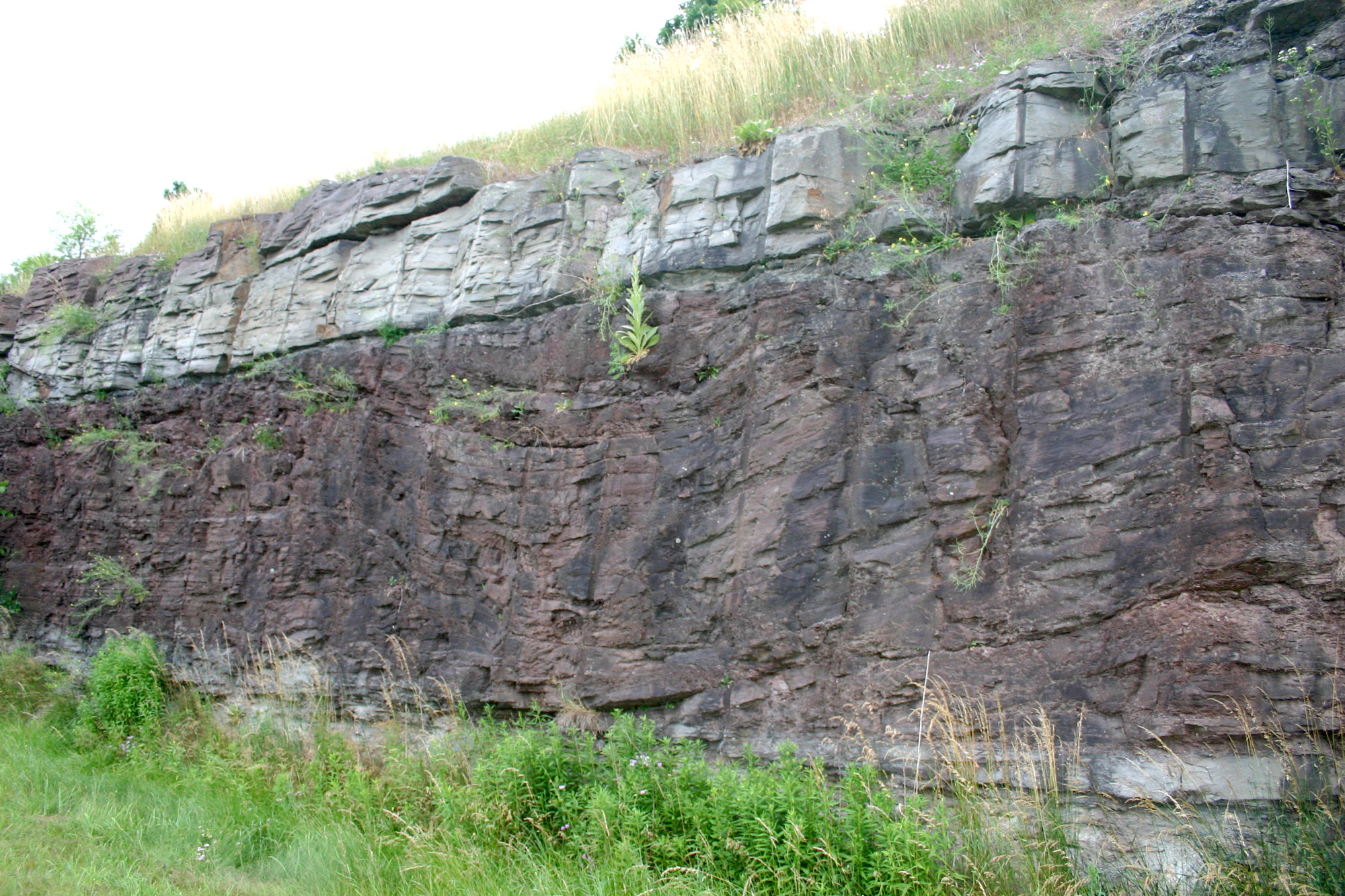
طبقات الكربون في بنسيلفانيا.

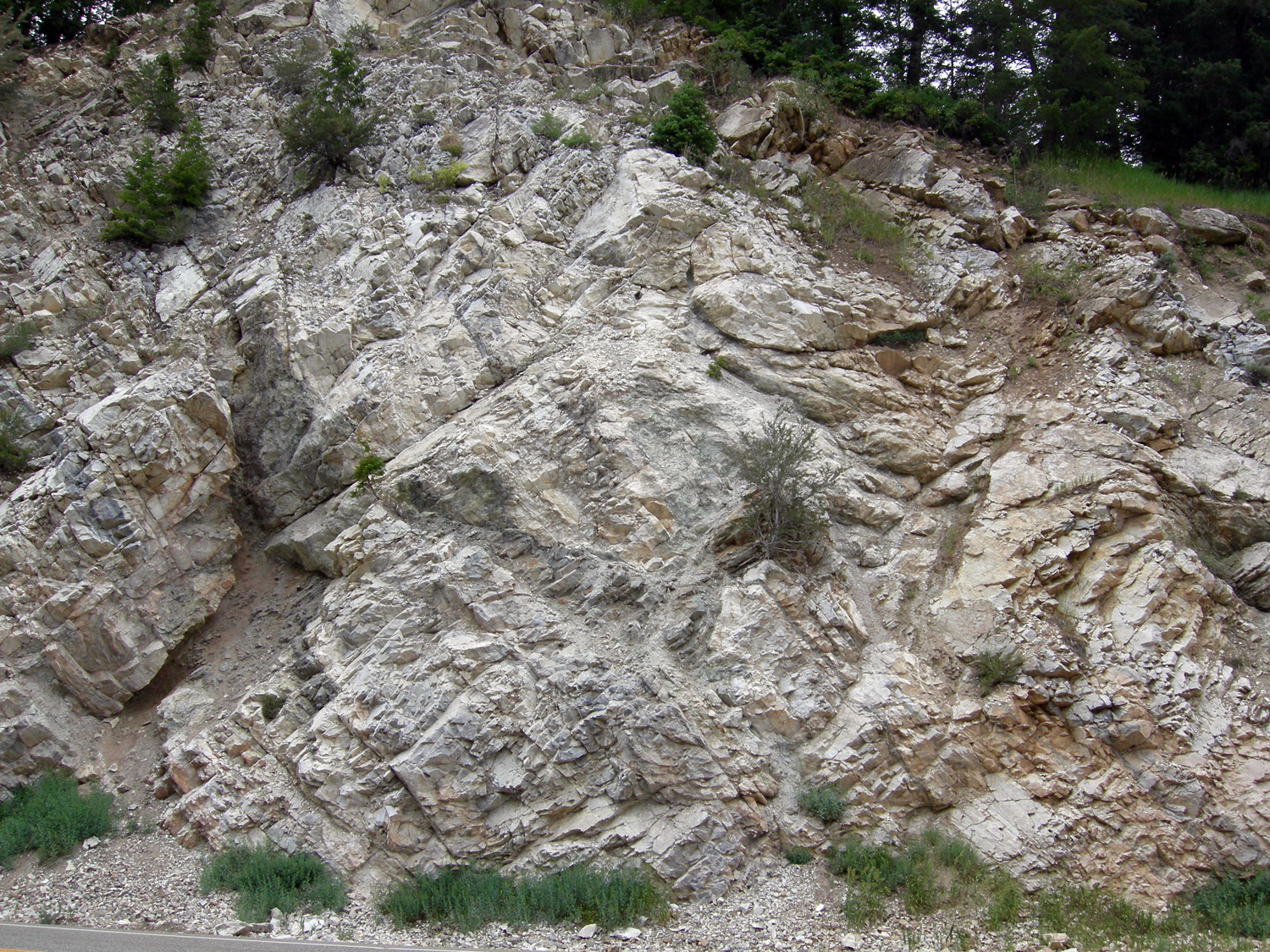
رخام من فترة الفحمي السفلي في بيج كوتونوود كانيون، جبال واساتش، ولاية يوتا.

تتكون صخور العصر الفحمي في أوروبا وشرق أمريكا الشمالية بشكل أساسي من سلسلة متكررة من الحجر الجيري، والحجر الرملي، والطفل الصفحي وطبقات الفحم. وفي أمريكا الشمالية، خلال الفحمي المبكر كانت الصخور من الحجر الجيري البحرية، الذي يمثل تقسيم الفحمي إلى عصرين في مخططات أمريكا الشمالية. وفرت طبقات الفحم الكربوني الكثير من الوقود لتوليد الطاقة خلال الثورة الصناعية وما زالت ذات أهمية اقتصادية كبيرة.
يعود السبب الرئيسي لوجود رواسب الفحم الكبيرة من العصر الفحمي إلى عاملين:
- الأول هو ظهور الأنسجة الخشبية والأشجار ذات الحاء، وتطور ليغنين ألياف الخشب واللحاء، وتعارض مادة السوبرين الشمعية الكائنات الحية المتحللة بشكل مختلف لدرجة أن المواد الميتة تتراكم لفترة طويلة بما فيه الكفاية لتتحول إلى أحافير.
- الثاني هو انخفاض مستويات سطح البحر التي حدثت خلال العصر الفحمي مقارنةً بالعصر الديفوني السابق. وقد ساعد ذلك على تطور المستنقعات والغابات الواسعة في الأراضي المنخفضة في أمريكا الشمالية وأوروبا. واستنادا إلى التحليل الجيني لفطر المشروم، يعتقد أن كميات كبيرة من الأخشاب قد دفنت خلال هذا العصر لأن الحيوانات والبكتيريا المتحللة لم تتطور بعد إلى أنزيمات يمكنها هضم بوليمرات الليغنين الفينولية المقاومة وبوليمرات السوبرين الشمعية بشكل فعال. ويعتقد العلماء أن الفطريات التي يمكن أن تقسم تلك المواد بشكل فعال أصبحت مهيمنة فقط في نهاية العصر، مما جعل تشكل الفحم في الفترات اللاحقة أكثر ندرة.[21]

استخدمت أشجار العصر الفحمي اللغنين بشكل واسع، فقد كان نسب اللحاء إلى الخشب لديها من 8 إلى 1، حتى وصلت إلى 20 إلى 1. هذا بالمقارنة مع القيم الحديثة التي هي أقل من 1 إلى 4. وهذا اللحاء، الذي يستخدم كدعم وحماية، ربما كانت نسبة اللغنين لديه 38% إلى 58% . يعتبر اللغنين غير قابل للذوبان، وأكبر من أن تمر عبر جدران الخلايا، وغير متجانسة لأنزيمات وسموم معينة، حتى أنها يمكن أن تتحلل بعض الكائنات الحية بخلاف فطريات الدعاميات. ولكي تتأكسد يتطلب وجود جو يحتوي على أكثر من 5% من الأكسجين، أو مركبات مثل البيروكسيد. ويمكن أن تبقى في التربة لآلاف السنين ومنتجاتها السامة تمنع تحلل المواد الأخرى. وكانت أحد الأسباب المحتملة لارتفاع نسبها في نباتات في ذلك الوقت هو توفير الحماية ضد الحشرات العاشبة، وربما تنتج النباتات الكثير من السموم الواقية بشكل طبيعي مقارنة بالموجودة اليوم. وكنتيجة للكربون المتراكم، تم دفن كميات كبيرة من الكربون الثابت بيولوجيا، الذي أدى إلى زيادة في مستويات الأكسجين في الغلاف الجوي؛ حيث تشير التقديرات إلى أن نسبة الأكسجين وصلت الذروة إلى 35%، بالمقارنة مع نسبة زمننا الحاضر 21%. ولكن زيادة مستوى الأكسجين قد يساعد في زيادة نشاط حرائق الغابات. وقد يكون ذلك أيضا محفز لعملقة الحشرات والبرمائيات -المخلوقات التي تقيد حجمها بسبب أجهزتها التنفسية تكون محدودة في قدرتها الفسيولوجية على نقل وتوزيع الأكسجين بتركيزات الغلاف الجوي المنخفض التي كانت متاحة منذ ذلك الحين.
في شرق أمريكا الشمالية، تعتبر الطبقات البحرية أكثر شيوعا في الجزء الأقدم من هذا العصر مقارنة بالجزء الأخير وتغيب تماما تقريبا عن الفحمي المتأخر. وبالطبع فهي موجودة جيولوجيا وأكثر تنوعا في مكان آخر. الحياة البحرية غنية بشكل خاص بزنابق البحر وغيرها من شوكيات الجلد. وعضديات الأرجل كانت وفيرة. وأصبحت ثلاثيات الفصوص نادرة. على اليابسة، توجد أعداد كبيرة ومتنوعة من النباتات. والفقاريات البرية تشمل البرمائيات الكبيرة.

## الحياة
تشابه الحياة البحرية للحياة التي كانت في الديفوني باستثناء غياب مجموعات من الكائنات البحرية التي ماتت في انقراض الديفوني. وقد تطورت الحشرات إلى أن أصبحت على مظهرها الحديث. وظهرت أنواع جديدة من نباتات سراخس،
التي استعمرت المستنقعات، إلا أنها كانت تتناقص تدريجيا وحلت محلها السرخسيات البذرية (مثل السرخس اللساني).
وظهرت غابات من البنصريات، والحرشفيات والختمى.
وحدث انتشار كبير من البرمائيات التي سيطرت على الموائل الأرضية وما لبث أن حلت محلها الزواحف التي تكيفت بالكامل مع البيئة الأرضية، مثل مستوطن الغابة.

### النباتات

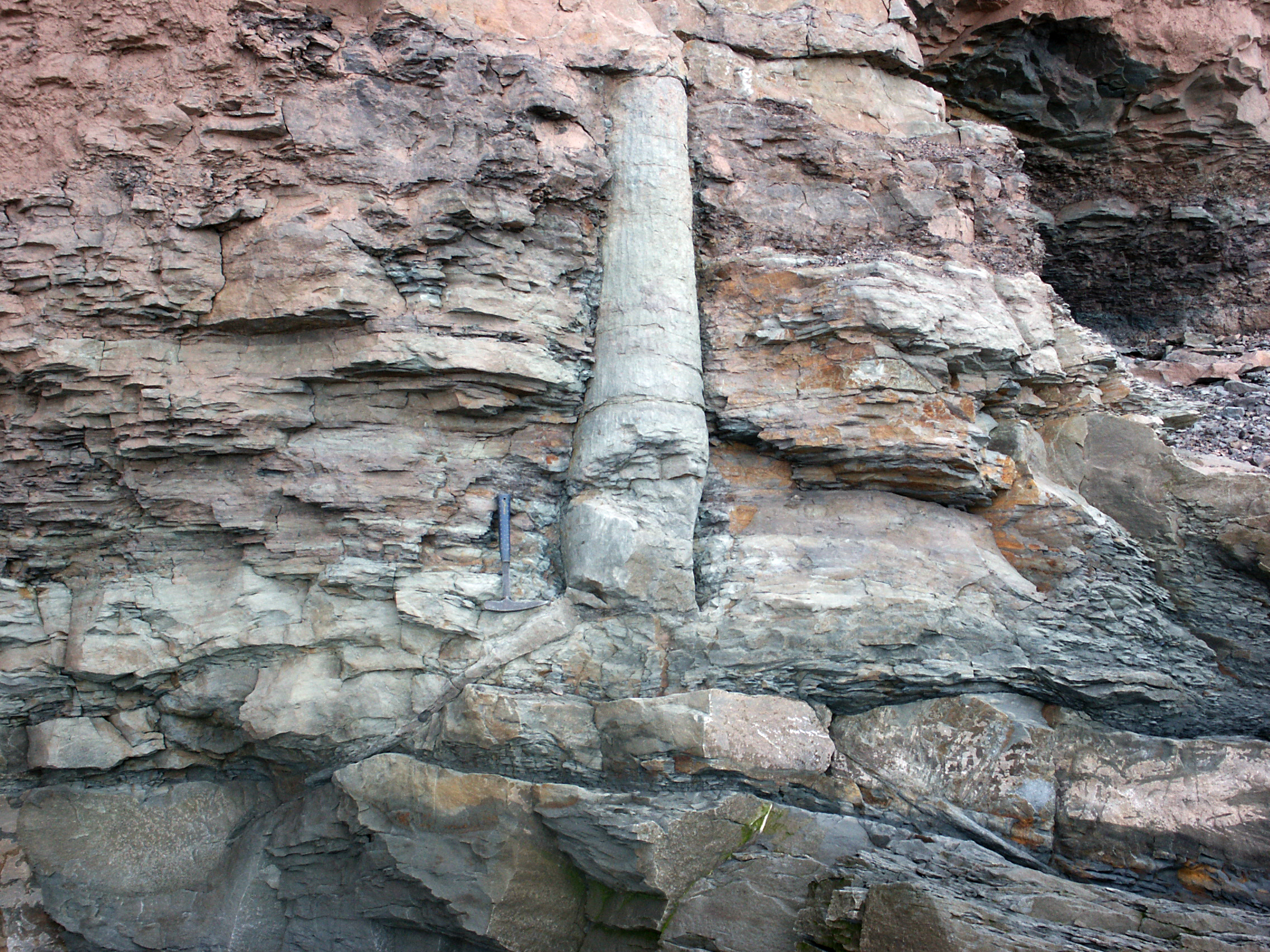
حزازيات ذئبية عتيقة متحجرة، يعتقد أنها ختمى بجذور الستيغماريا.

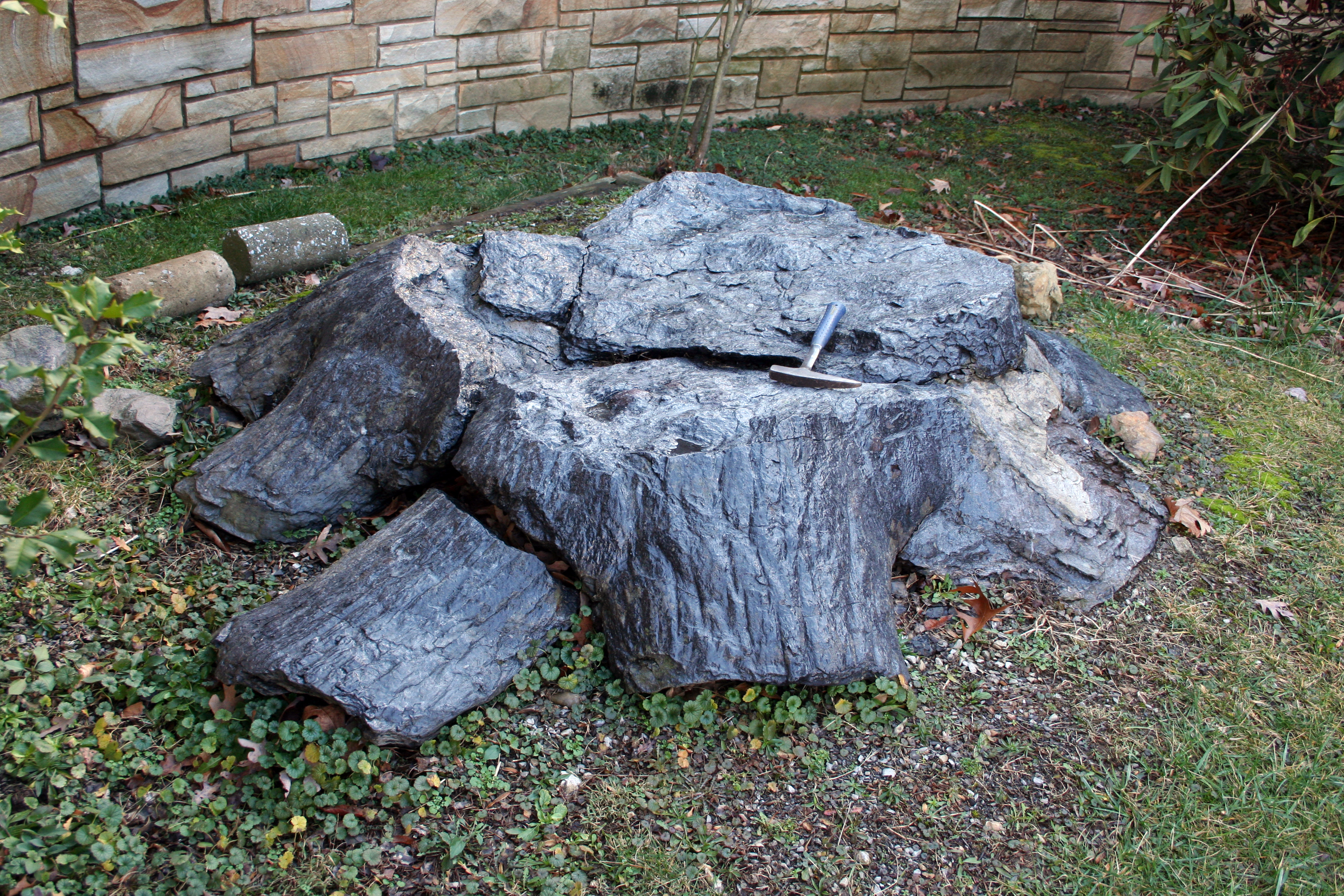
أساس نبات حزازيات ذئبية يبين جذورها الستيغماريا المتشعبة.

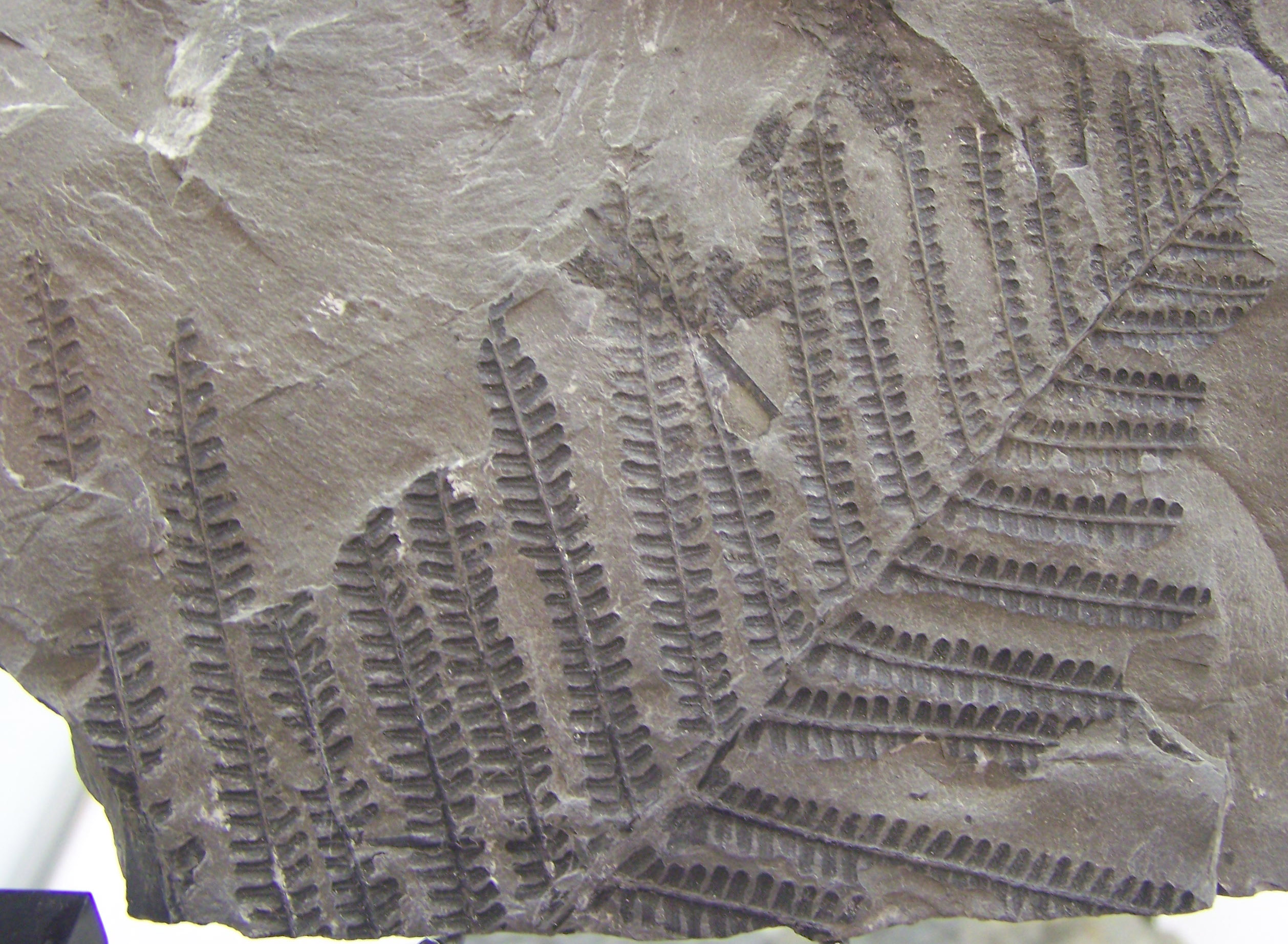
نبات ديشار مشطي من سراخس العصر الفحمي.

حفظت النباتات الأرضية لفترة الفحمي المبكر في كرات فحمية، وقد كانت مشابهة جدا للتي كانت موجودة في الديفوني المتأخر، لكن مجموعات جديدة قد ظهرت أيضا في هذا الوقت. ومن أهم نباتات فترة الفحمي المبكرة هي:
- الكنباثيات.
- وتديات الأوراق.
- رجل الذئبية.
- الهيشوميات.
- السرخسانيات.
- Medullosales (مدرجة بشكل غير رسمي في "السرخسيات البذرية"، وتم جمعها مع مجموعات عاريات البذور البدائية)
- |الكوردايتيات.

وقد استمرت هذه النباتات في الهيمنة طوال الفترة، ولكن خلال فترة الفحمي المتأخر ظهرت عدة مجموعات أخرى مثل:
- النخل السرخسي.
- Callistophytales (مجموعة أخرى من «السرخسيات البذرية»).
- Voltziales (المتعلقة بالمخروطيات).

وتعتبر النباتات الذئبية للعصر الفحمي التابعة لرتبة الهيشوميات من الأشجار الضخمة ولها جذوع يقارب ارتفاعها 30 مترا وقطرها يصل إلى 1.5 متر. وتشمل:
- النباتات الحرشفية
- أناباثرا (Anabathra)
- حرشفية اللحاء [الإنجليزية]
- الختمى.

وتعرف جذور هذه الأشكال باسم الستيغماريا. وبعكس الأشجار الحالية، التي يكون نموها الثانوي في القشرة، بدلا من النسيج. وقد نشأت أيضا في هذا العصر الأشجار الكبيرة المعروفة باسم خشبيات الفروع، والتي تعتبر من أسلاف السرخس. ويشابه سعف بعض السرخس للعصر الفحمي للأنواع الحية في هذا الزمن. وقد يكون العديد من الأنواع نباتية هوائية. ومن السراخس الأحفورية:
- ديشار مشطي (Pecopteris)
- ديشار دائري
- ديشار وتري
- ديشار حقيقي
- ديشار وتدي
- نباتات ضخمة [الإنجليزية]
- ديشار جذعي

وتشمل الكنباثيات الشكل العملاق للبنصريات، ويبلغ قطرها من 30 إلى 60 سم، ويصل ارتفاعها إلى 20 مترًا. وتتميز النباتات الوتدية الأوراق بأنها نحيل ومتسلقة، والتي يعتقد أن لها ارتباط بالبنصريات والنباتات الذئبية.
تتميز نباتات الكوردايات بأنها طويلة القامة (من 6 إلى أكثر من 30 متر) ولها أوراق تشبه الشريط، ولها ارتبطا بالنخل السرخسي والمخروطيات؛ والأجهزة التناسلية الشبيهة بعسيل الصفصاف تحمل البويضات والبذور. ويعتقد أن هذه النباتات تعيش في المستنقعات. وقد ظهرت الأشجار الصنوبرية الحقيقية في أواخر العصر الفحمي وقد كانت تعيش في الأراضي الجافة والمرتفعة.

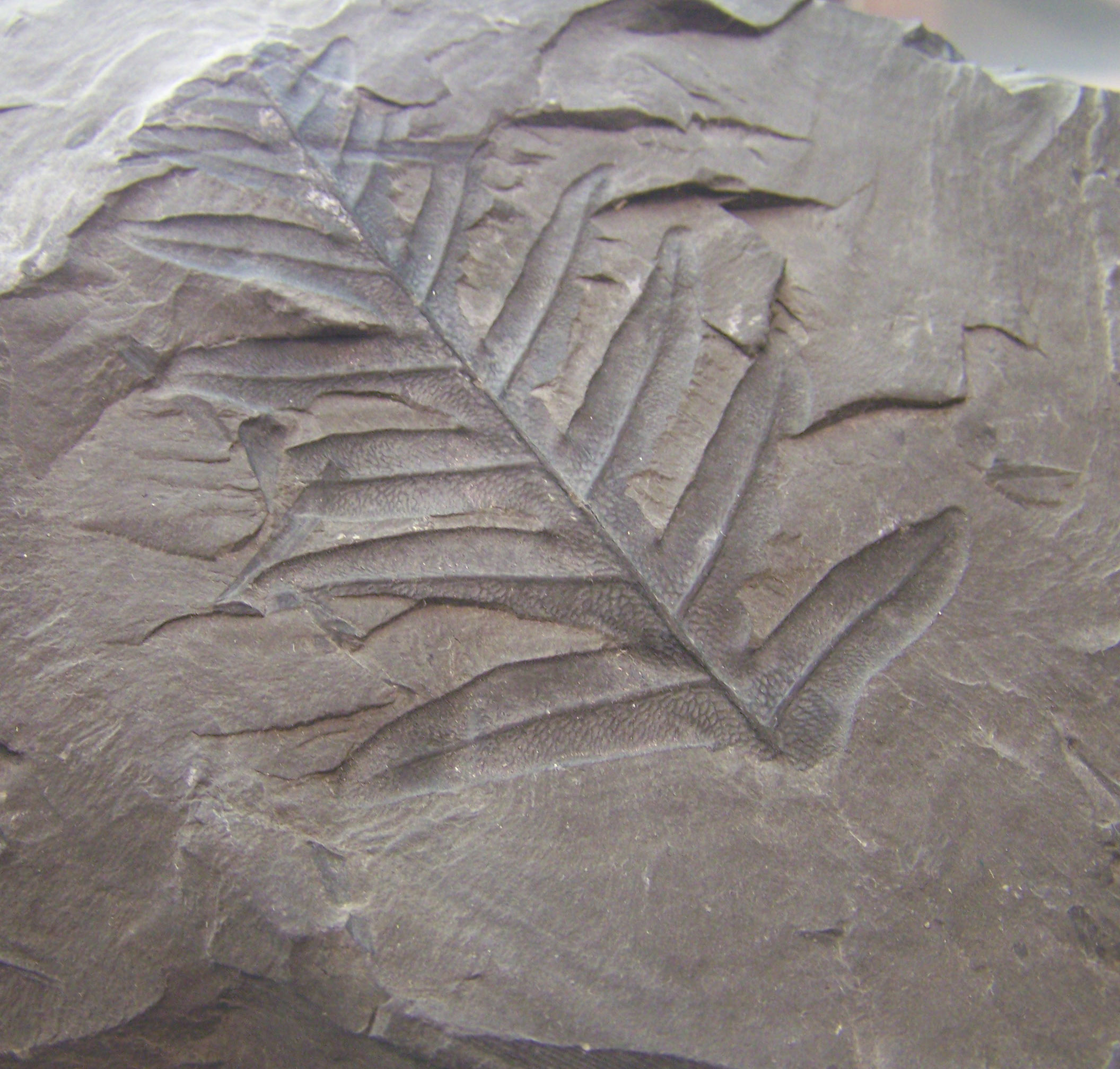
Lonchopteris rugosa (يعتقد أنها سرخسيات بذرية)
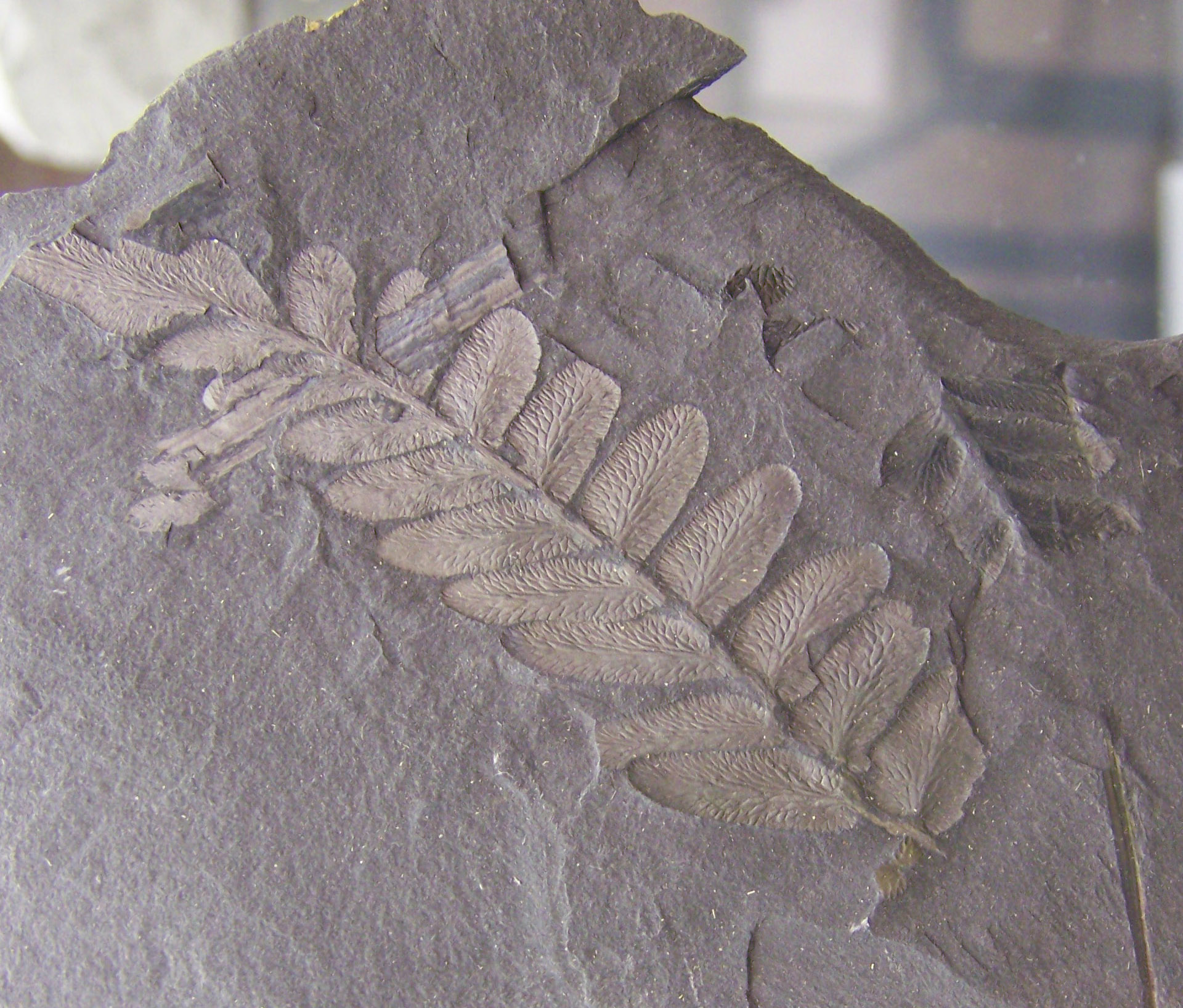
Reticulopteris muensteri (يعتقد أنها سرخسيات بذرية)
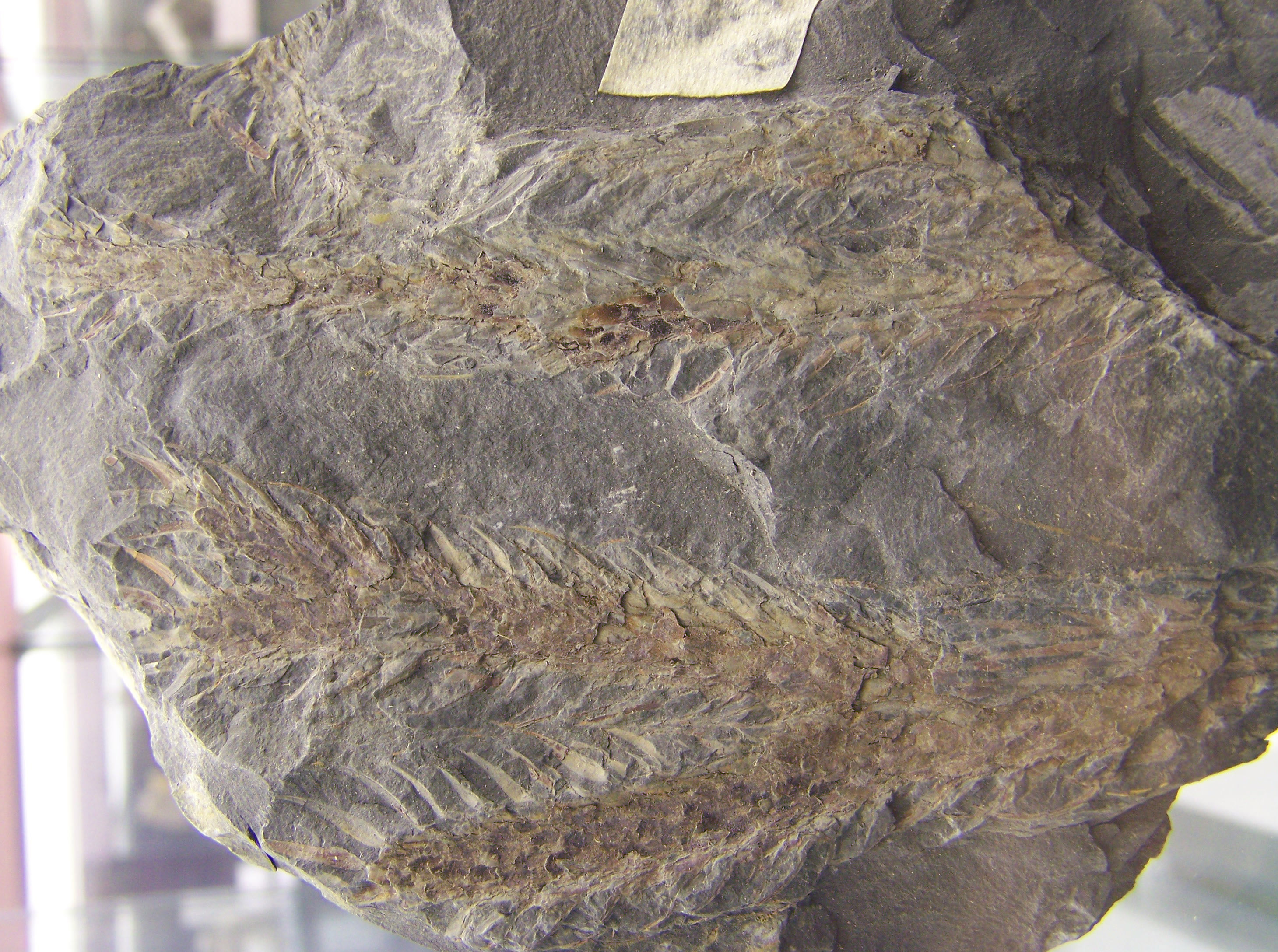
نبات حرشفي (نباتات ذئبية)
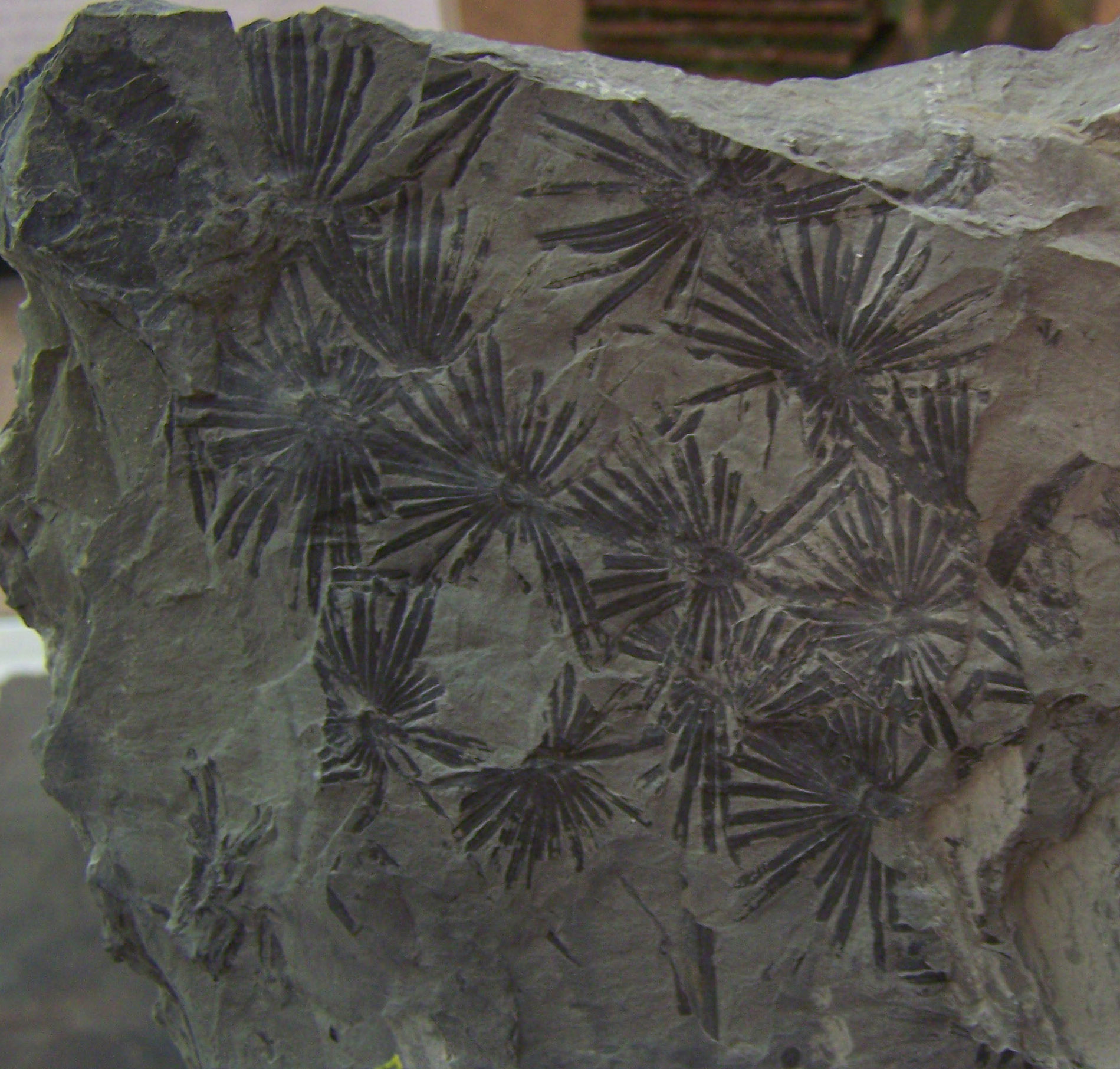
نبات الحلقية (سراخس كنباثية)

### اللافقاريات البحرية
من اللافقاريات البحرية للعصر الفحمي المتواجدة في المحيطات: المنخربات، والزهريات الشعاعية، والحيوانات الحزازية، والصدفيات، وعضديات الأرجل، والأمونيتات، وحيوان منقرض ‏، والصدفيات الدقيقة، وشوكيات الجلد (خاصة زنبق البحر).
في البداية لعبت المنخربات دوراً بارزاً في الحياة البحرية. فقد كثر جنس الفوسولينا الكبيرة ذو الشكل المغزلي وأقاربها في المناطق الحالية المعروفة مثل روسيا، والصين، واليابان، وأمريكا الشمالية؛ وأجناس أخرى لا تقل أهمية عنها تشمل: صمامايات (Valvulina)، والإندوثيريا (Endothyra)، والأسطوانيات العتيقة [الإنجليزية]، والسكامينا (Saccammina) (تكثر الأخيرة في بريطانيا وبلجيكا). وبعض أجناس الحصر الفحمي لا تزال موجودة الآن. وتم العثور على أصداف مجهرية من الشعوعيات في صخور شيرت لهذا العصر في مسحوق فحمي من منطقة ديفون وكورنوال الإنجليزية وكذلك في روسيا وألمانيا وغيرها. وللإسفنج أشكال مختلفة أخرى: الجيرية، والحُقّيات والمطوقة، والإسفنجيات الشائعة مثل الشعيرية وجنس الأسفنج الزجاجي الاستعماري غير العادي التيتوسفيليا. وتنوعت وازدهرت بناء الشعاب المرجانية والانفرادية؛ وشملت المجعدة (مثل: الكانينا (Caninia) والكوروينا (Corwenia) والنيوزافرينتس (Neozaphrentis))، والشعاب المتباينة والصفائحيات (مثل: الكلادوكونس (Chladochonus) والميكلينا (Michelinia)). والمخروطية مثل الكونولاريا (Conularia).
انتشرت الحزازيات في بعض المناطق؛ منها الفينيستيلليات (fenestellids) وتشمل: الفينيستيلا (Fenestella)، والبوليبورا (Polypora)، والأرخميدس [الإنجليزية] (Archimedes)، وقد سمي بذلك بسبب شكل الشبيه بلولب أرخميدس. وأنتشرت أيضا عضديات الأرجل؛ وتشمل الالبرودكتتيدات، وبعضها (مثل، Gigantoproductus) بحجم كبير جدا ولها أصداف سميكة جدا، بينما الانواع الأخرى مثل الكونيتس (Chonetes) ضلت محافظة على شكلها. وانتشرت أيضا الأثيريدات (Athyridida)، والملولبيات، والمخطميات، والمثقوبات (Terebratulida). وتشمل أشكال الإنارتكولات (Inarticulate)، والديسينا (Discina) والكرانيا (Crania). وقد انتشرت بعض الأنواع والأجناس بشكل كبير مع وجود اختلافات بسيطة.
وكانت أحافير الحلقيات مثل السربوليتات (Serpulites) منتشرة في بعض الآفاق. ومن بين الرخويات، استمر زيادة أعداد ذوات الصدفتين. ومن أجناسها النموذجية: الأفيكولوبيكتن (Aviculopecten)، والبوسيدونوميا (Posidonomya)، وصدفة الجوز (Nucula)، والمحار الفحمي [الإنجليزية]، والإدمونديا (Edmondia)، والموديولا (Modiola). وانتشرت أيضا بطنيات القدم، ومن أجناسها: الموركيسونيا (Murchisonia)، والإيومفالوس (Euomphalus)، والناتيكوبسس (Naticopsis). وتمثل رأسيات القدم النوتويديات بالنوتلويدات الملفوفة، وكانت ذوات الاصداف المستقيمة والمنحنية نادرة على نحو متزايد. وكانت ثلاثيات الفصوص أكثر ندرة مما كانت عليه في العصور السابقة، وقد كانت في اتجاه ثابت نحو الانقراض، الممثلة فقط في مجموعة البروتيدات (proetid). وانتشرت الصدفيات من فئة من القشريات، ممثلة بكائنات القاع؛ وشملت الأجناس: الأمفيسات (Amphissites)، والبايريدا (Bairdia)، والبايريكوبسس (Beyrichiopsis)، والكافيلينا (Cavellina)، والكوريلينا (Coryellina)، والكريبروكونشا (Cribroconcha)، والهولينلا (Hollinella)، والكيركبيا (Kirkbya)، والكنوكسلا (Knoxiella)، وا الليبوميلا (Libumella). كانت زنابق البحر من بين شوكيات الجلد الأكثر عددا. وقد ازدهرت زنابق البحر طويلة الساق في البحار الضحلة، وأندمج بقاياها في طبقات الصخور السميكة. ومن أجناسها البارزة: الزنابق الكأسية (Cyathocrinus)، وزنابق الخشب (Woodocrinus)، والزنابق المشعة (Actinocrinus). ومن أجناس قنافذ البحر: قنافذ البحر العتيقة (Archaeocidaris)، وقنافذ البحر القديمة (Palaeechinus). ومن أجناس براعم البحر: البينتريتيات (Pentreinitidae)، والكودستريات (Codasteridae)، وتشبه بشكل سطحي زنابق البحر لكن لها سيقان طويلة مرتبطة بقاع البحر، حيث حققت أقصى قدر من التطور في ذلك الوقت.

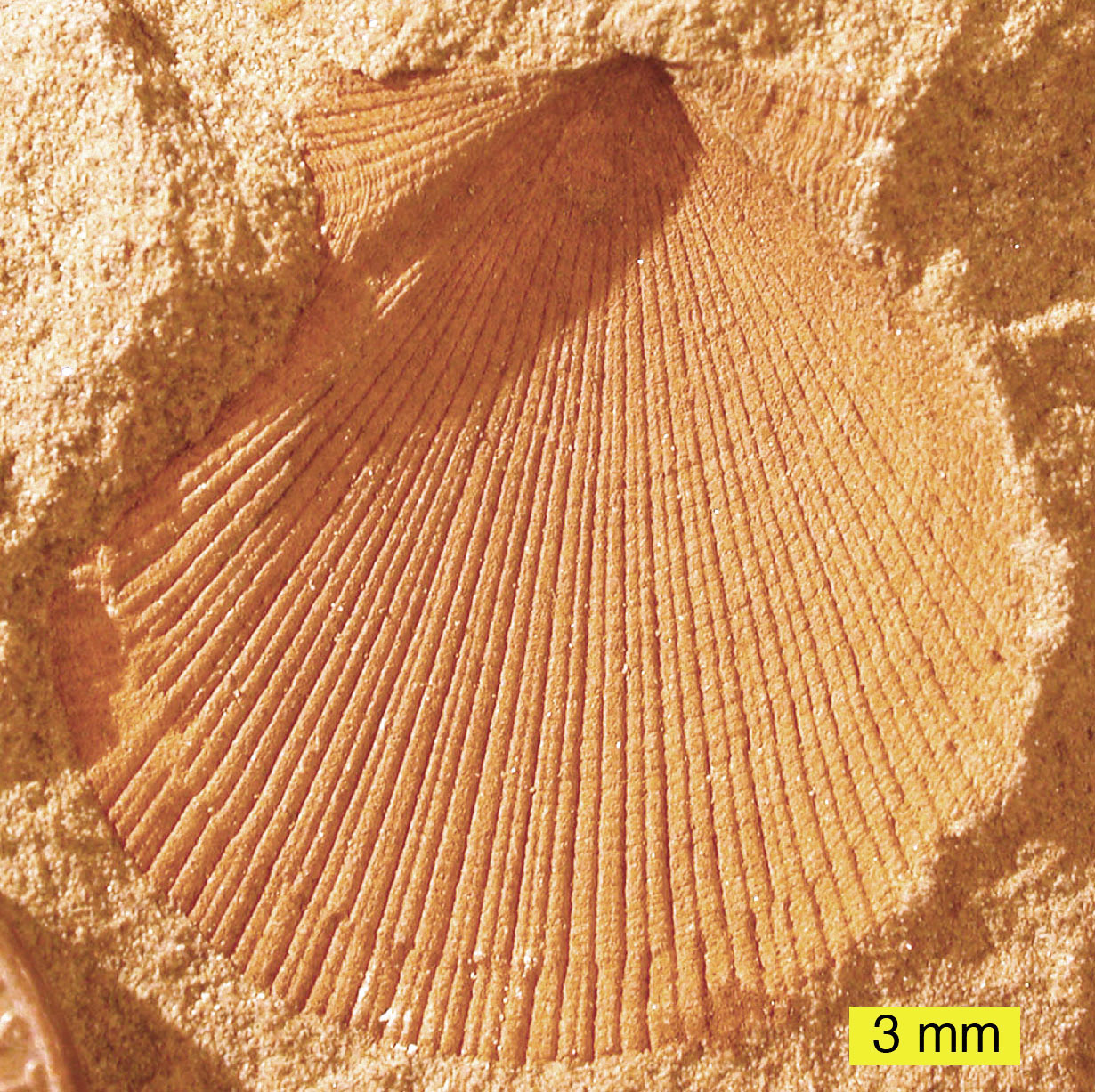
ذوات الصدفتين (Aviculopecten subcardiformis) من تشكيل لوغان (الفحمي السفلى) من ووستير (أوهايو) (القالب الخارجي).
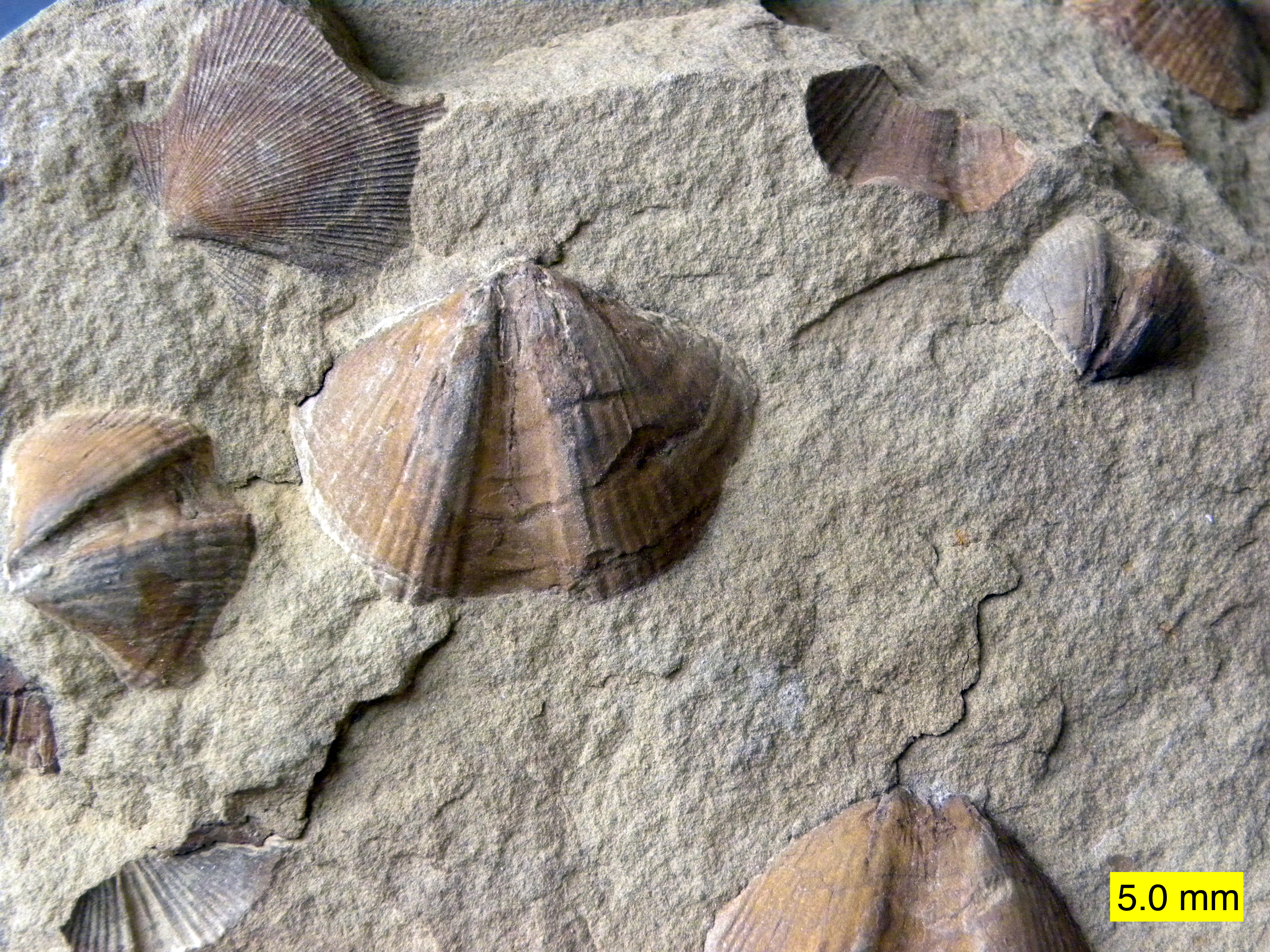
ذوات الصدفتين (Aviculopecten) وعضديات الأرجل (Syringothyris) من تشكيل لوغان (الفحمي السفلى) من ووستير (أوهايو).
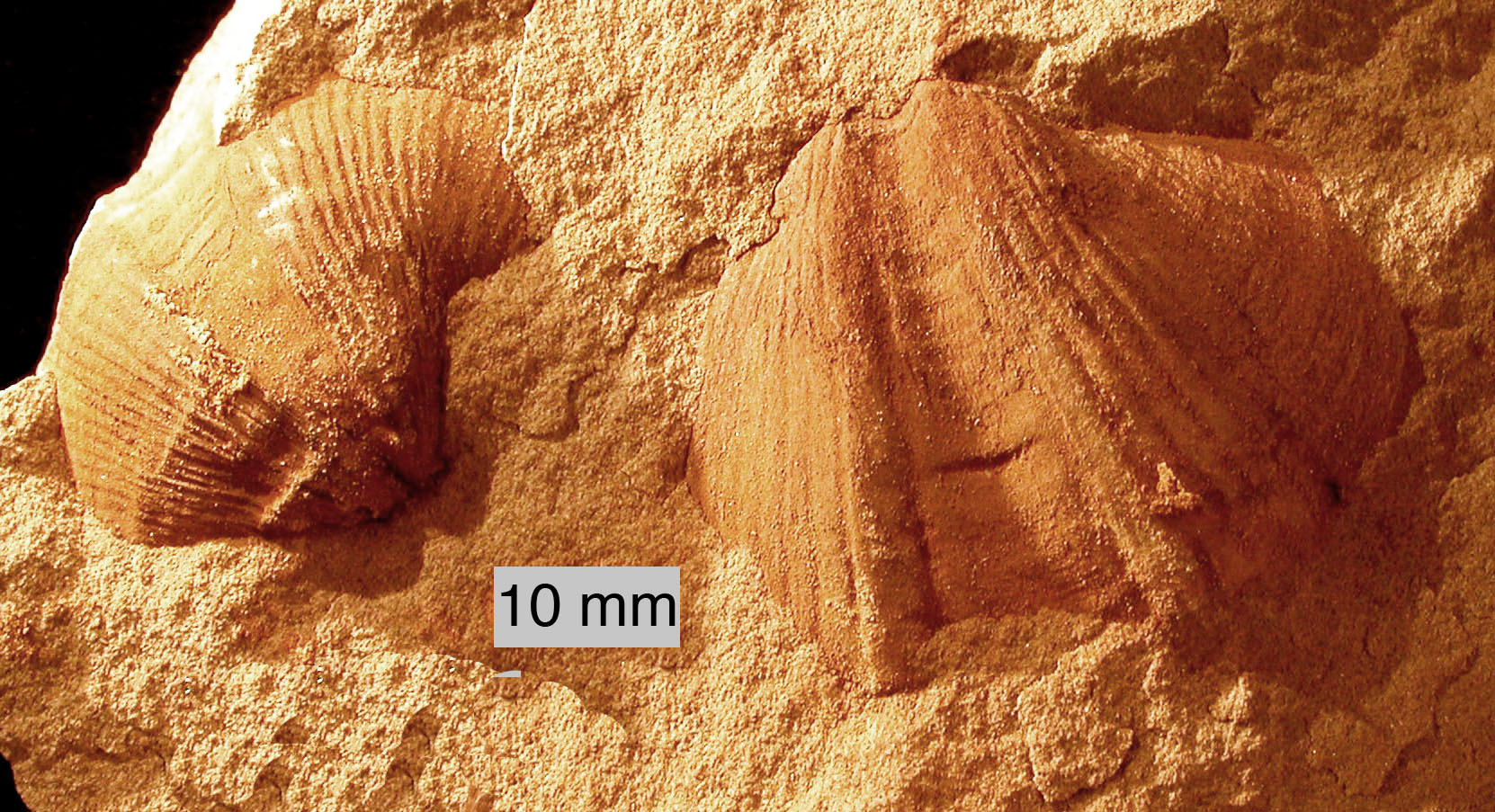
عضديات الأرجل ملولبة (Syringothyris) من تشكيل لوغان (الفحمي السفلى) من ووستير (أوهايو).
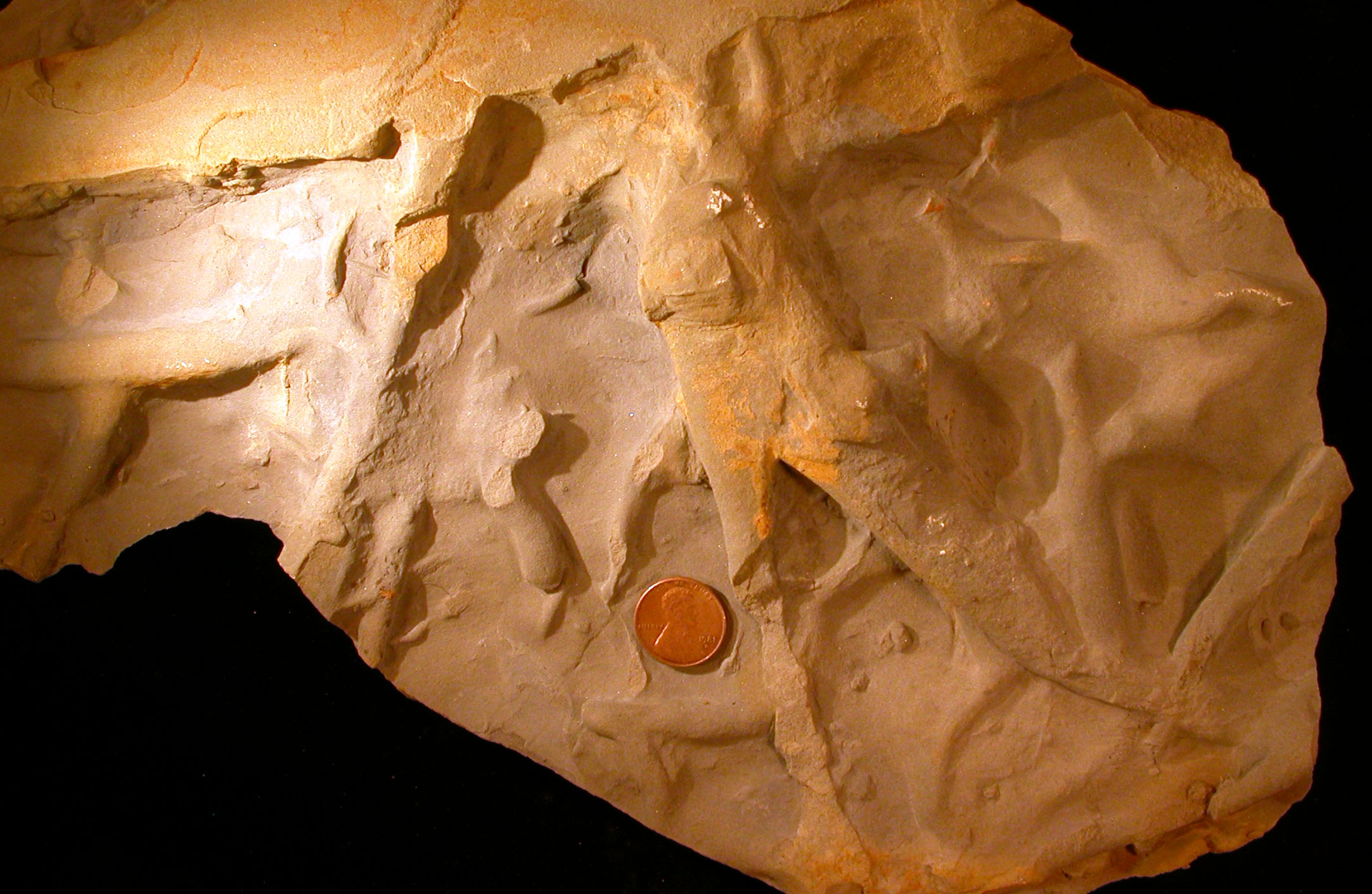
أثر أحفوري (Palaeophycus) من تشكيل لوغان (الفحمي السفلى) من ووستير (أوهايو).
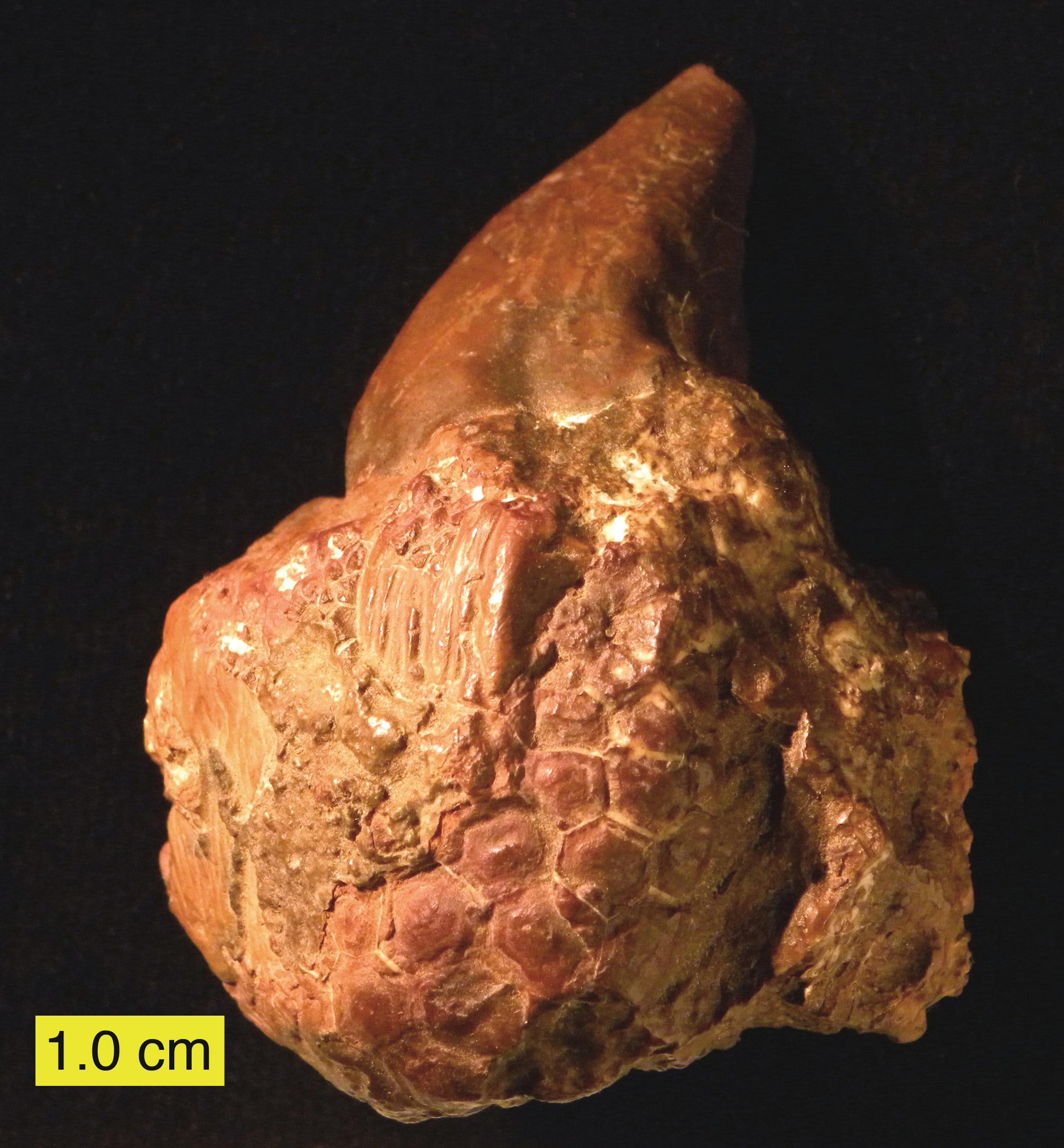
برعم زنبق البحر من (الفحمي السفلى) من ووستير (أوهايو) مرتبطة مع (Palaeocapulus acutirostre) مخروطية
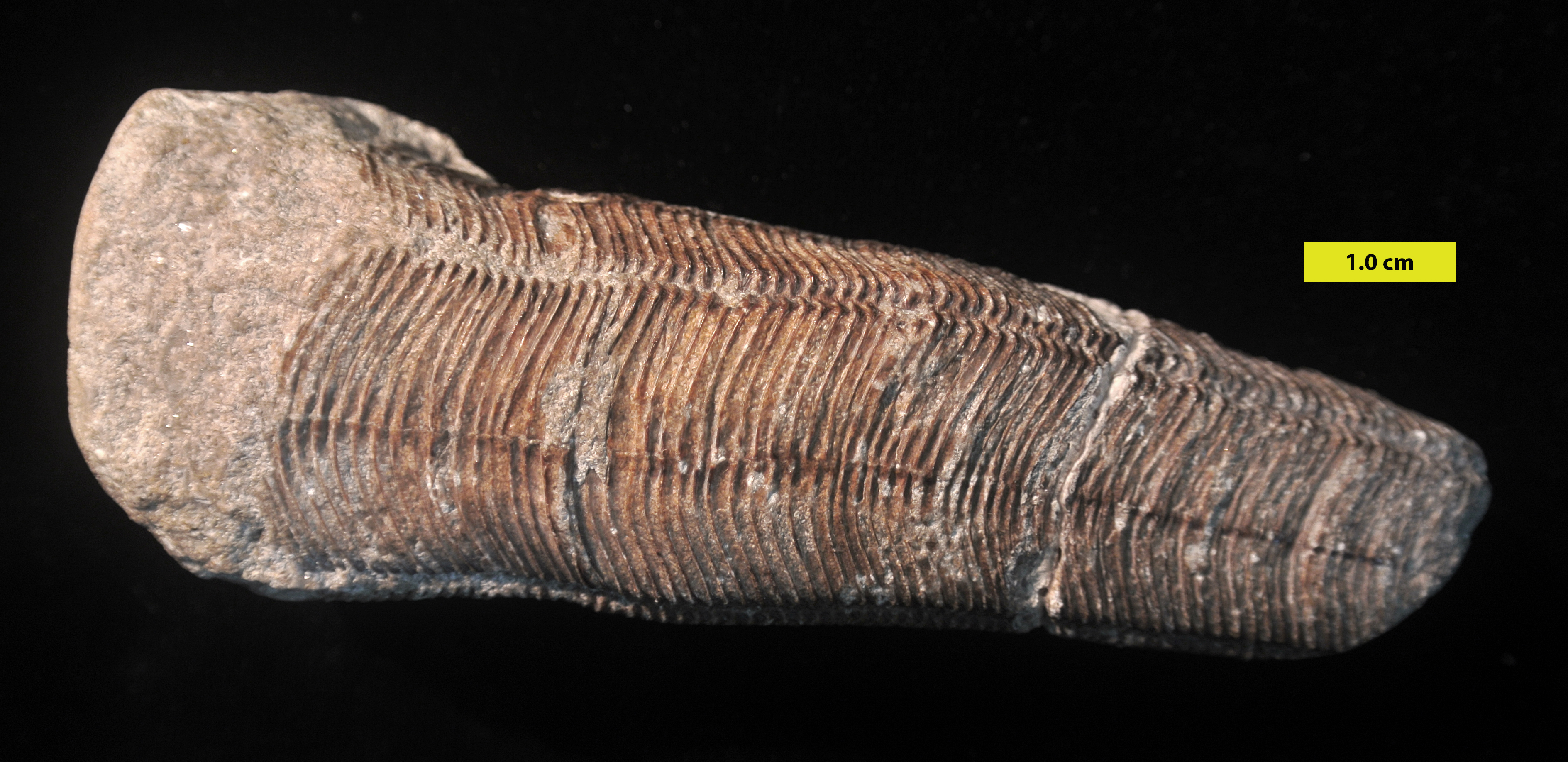
(Conulariid) من (الفحمي السفلى) من إنديانا.
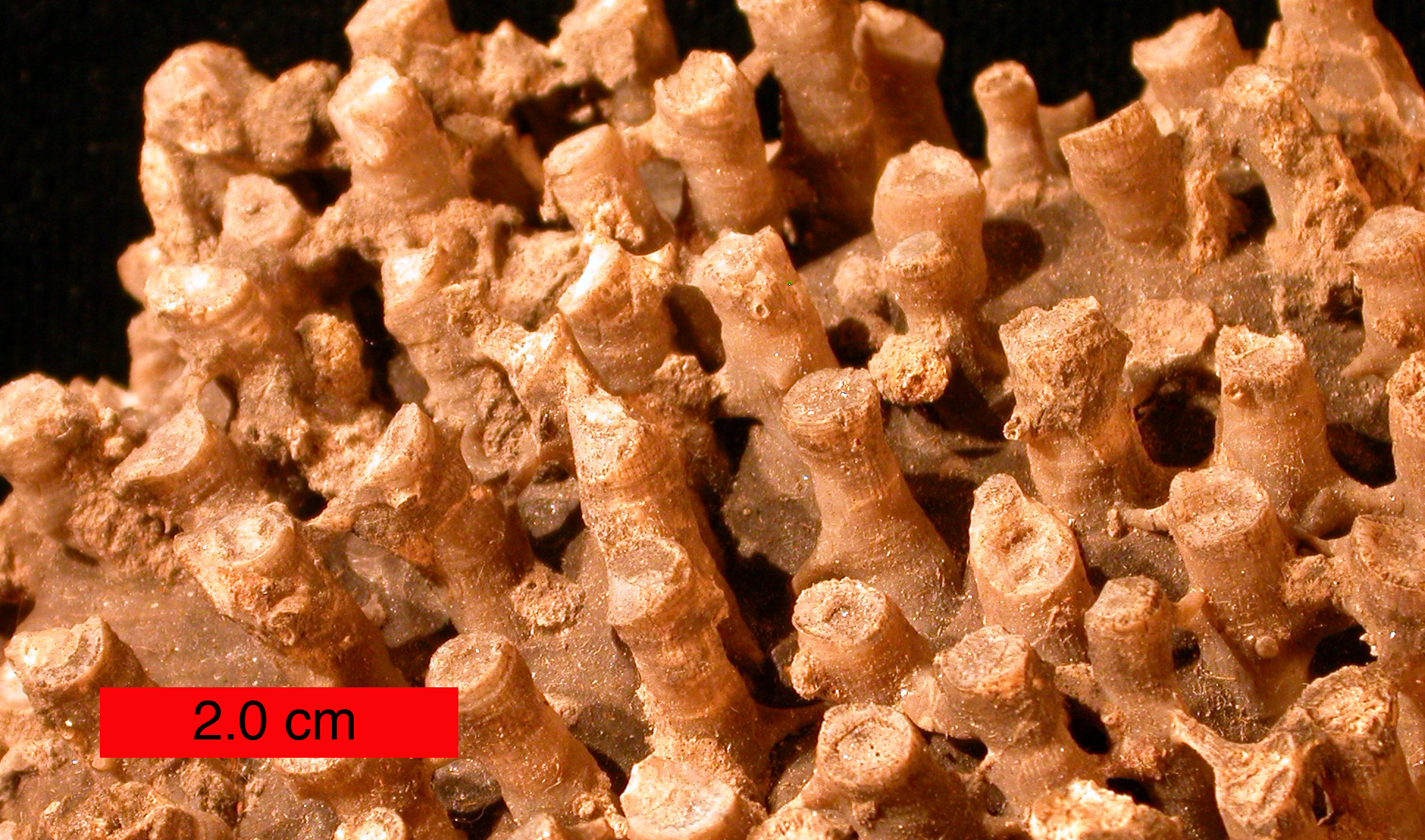
صفائحيات (syringoporid) من أحجار بون الجيرية من (الفحمي السفلى) بالقرب من هايواس، أركنساس.

### لافقاريات المياه العذبة والبحيرات

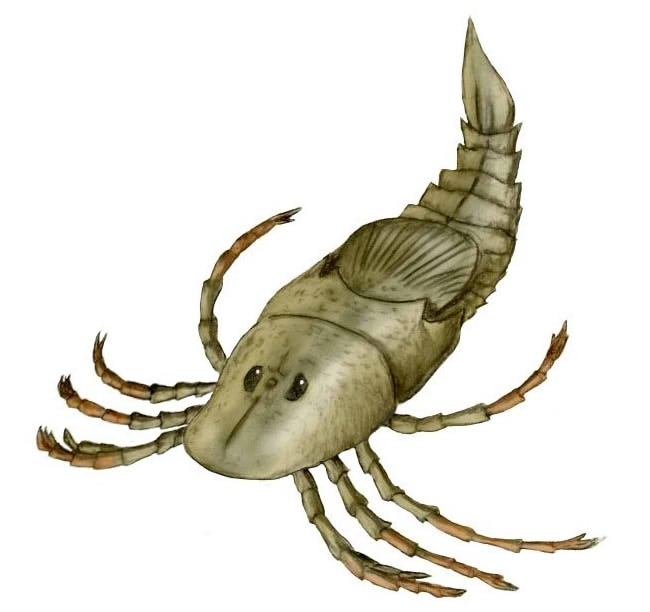
كانت عريضات الأجنحة العناكب العظيمة من فترة الفحمي العلوي تنمو حتى تصبح أقدامها بطول 50 سم.

تشمل لافقاريات المياه العذبة للعصر الفحمي رخويات ذوات الصدفتين التي تعيش في الماء المسوس أو العذبة، ومنها الأنثراكونيا (Anthraconaia)، والنياديتات (Naiadites)، والكاربونيكولا (Carbonicola)؛ وكذلك القشريات المتنوعة مثل الكاندونا (Candona)، والكاربونيتا (Carbonita)، والداروينولا (Darwinula)، والايستريا (Estheria)، والأكانثوكاريس (Acanthocaris)، والديثروكاريس (Dithyrocaris)، والانترابالامون (Anthrapalaemon).
وتنوعت أيضا كائنات عريضات الأجنحة، ومن أجناسها عقارب البحر ذات العيون الخفية (Adelophthalmus)، والعناكب العظيمة (Megarachne)، والكبيرة جدا مجنحات هيبرت. والعديد من تلك الكائنات كانت تعيش بالبر والماء.

### اللافقاريات الأرضية

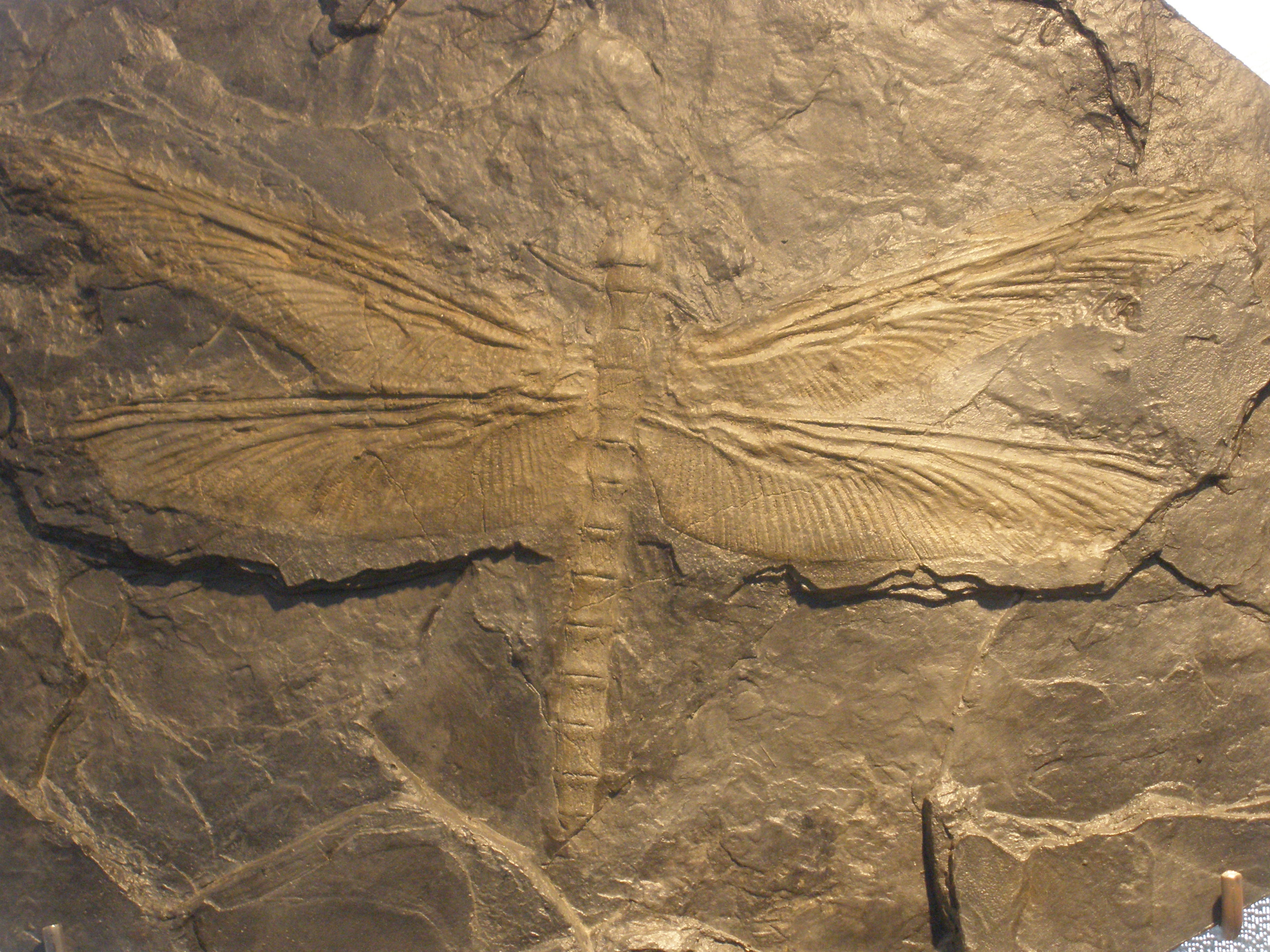
ميغانيورا (يعسوب).

كانت بقايا الحفريات للحشرات التي تتنفس الهواء مثل كثيرات الأرجل والعنكبيات معروفة من الفحمي المتأخر، وحتى الآن لم تكن من الفحمي المبكر. وأول قضيبيات حقيقية ظهرت خلال هذا العصر. وقد تنوعت عندما ظهرت وهذا دليل على أن هذه المفصليات كانت متطورة ومتعددة. وقد يعود سبب حجمها الكبير إلى رطوبة البيئة (حيث أن معظمها غابات السرخس ومستنقعات) وكذلك حقيقة أن تركيز الأكسجين في الغلاف الجوي للأرض في العصر الفحمي كان أعلى بكثير من اليوم. وهذا يتطلب بذل جهد أقل للتنفس مما سمح للمفصليات بالنمو بشكل أكبر ليبلغ طولها 2.6 متر، وتعتبر مفصليات الأضلع الشبيهة بألفية الأرجل من أكبر اللافقاريات الأرضية المعروفة في كل العصور. ومن بين مجموعات الحشرات اليعسوبيات الضخمة المفترسة (griffinflies)، من بينها الميغانيورا، وهي حشرة عملاقة تشبه اليعسوب ويمتد جناحيها تقريبا. 75 سم -وقد كانت أكبر حشرة تطير على كوكب الأرض. وتوجد مجموعات أخرى مثل الساينتونوبترودا (Syntonopterodea) (قريباتها في الوقت الحاضر ذباب مايو)، وقد كانت شبكيات الأجنحة القديمة منتشرة، وتنوعت الحشرات العاشبة مستقيمات الأجنحة البدائية، والعديد من شبكيات الأجنحة القاعدية (أسلاف الصراصير). وقد عثر على العديد من الحشرات في حقول الفحم في ساربروكن وكومنتري، ومن جذوع الأشجار الأحفورية في نوفا سكوشا. وقد أعطت بعض حقول الفحم البريطانية عينات جيدة مثل: الاركيوبتيتوس (Archaeoptitus) من حقل فحم ديربيشاير، وقد كان جناحها يمتد إلى أكثر من 35 سم؛ وبعض العينات مثل بروديا (Brodia) لا تزال تحمل آثار من ألوان اجنحتها الرائعة. وتم العثور على حلزونات أرضية في جذوع شجرة نوفا سكوتيا مثل الأركايونايت (Archaeozonites)، ديندروبوبا (Dendropupa).

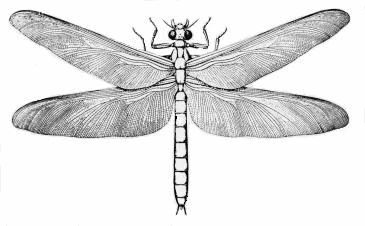
تنمو أجنحة حشرات الميغانيورا العملاقة الشبيهة باليعسوب إلى مايقرب من 75 سم وهي من فترة الفحمي المتأخر.
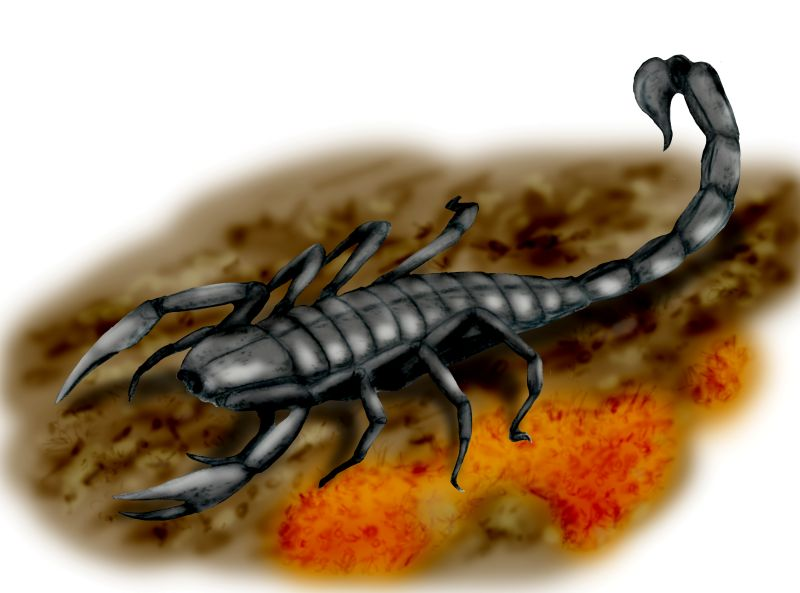
يصل طول العقرب الرئوي العملاق من فترة الفحمي المبكر إلى 70 سم.

### الأسماك
يوجد العديد من الأسماك التي كانت تعيش في بحارالعصر الفحمي؛ وأغلبها أسماك صفيحية الخياشيم الغضروفية (أسماك القرش وأقاربها). وقد شملت البسامودوس (Psammodus) التي لها أسنان طحن شبه مرصوفة تكييفها لطحن أصداف عضديات الأرجل، والقشريات والكائنات البحرية الأخرى. وأسماك القرش الأخرى لها أسنان ثاقبة، مثل السيموريات؛ وبعض رقيقات الأسنان (petalodonts)، التي تتميز بأسنانها القاطعة الدائرية. وكانت معظم أسماك القرش بحرية، لكن أسماك القرش الزيناكانثيدا (Xenacanthida) غزت المياه العذبة للمستنقعات الفحمية. ومن بين الأسماك العظمية، ويبدو أن أسماك قمل الخشب العتيقة [الإنجليزية] التي كانت موجود في المياه الساحلية قد هاجرت إلى الأنهار. وكانت الأسماك اللحميات الزعانف موجودة أيضا وفي مجموعة واحدة، مثل جذريات الأسنان التي كان حجمها كبير جدا.
كانت معظم أنواع الأسماك البحرية للفحمي يتم وصفها من الأسنان، والزعانف والحسك والعظام الجلدية، وكذلك مع أسماك المياه العذبة الصغيرة التي حفظت بشكل كاملة. وقد كانت أسماك المياه العذبة وفيرة، وتشمل الأجناس التالية: الاسماك المشطية (Ctenodus)، أورونيموس (Uronemus)، شائكات الدرع، شيرودوس (Cheirodus)، دائريات الشوك (Gyracanthus).
خضعت أسماك القرش (وخاصة شوكيات الصدر) لتشعب تطوري كبير خلال العصر الفحمي. ويعتقد أن هذا التشعب التطوري قد حدث لأن بسبب تناقص لوحيات الأدمة في نهاية الديفوني مما تسبب في أن يصبح النمط البيئي غير مشغول وسمحت للكائنات الجديدة بالتطور وملء هذه البيئة. ونتيجة للتشعب التطوري يفترض أن تصبح أسماك القرش للعصر الفحمي ذات مجموعة واسعة من الأشكال الغريبة مصل شوكيات الصدر التي كانت تمتلك زعنفة ظهرية مسطحة كالفرشاة مع بقعة من القشور السنية في القمة. وربما كانت شوكيات الصدر تستخدم الزعنفة الغريبة في التزاوج.

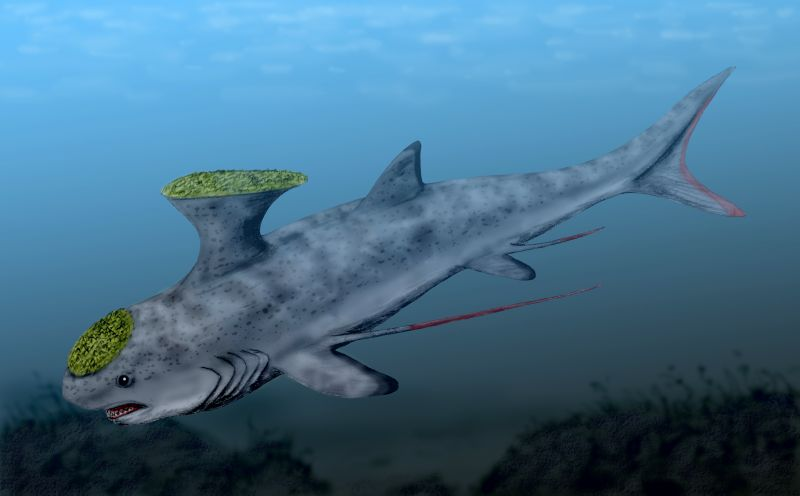
سمك القرش أكمونستيون (Akmonistion) من رتبة السيموريات جابت المحيطات في أوائل العصر الفحمي.
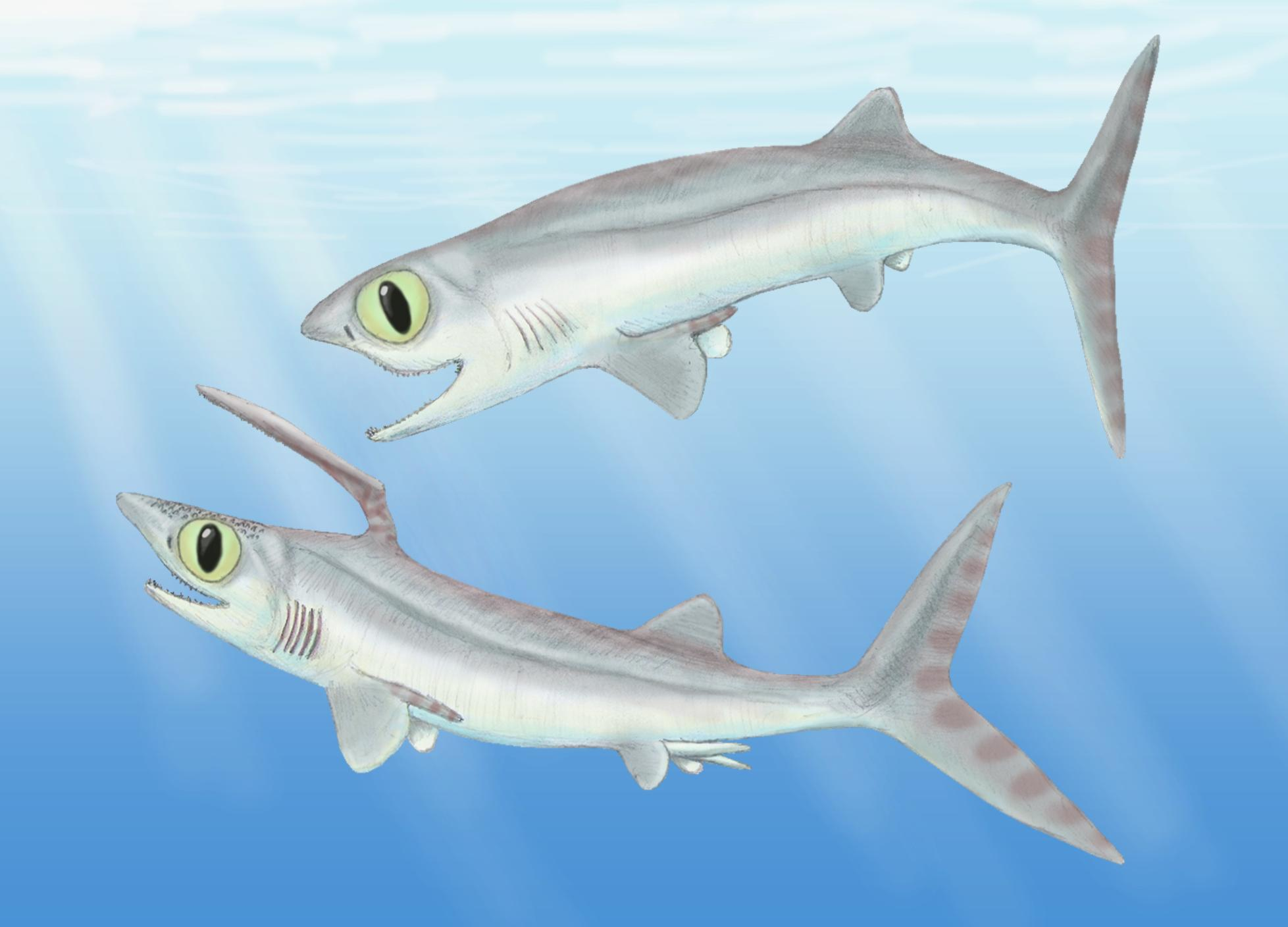
كان القرش المنجلي [الإنجليزية] أحد قروش العصر الفحمي، وقد كانت بدرجة عالية من إزدواجية الشكل الجنسي.

### رباعيات الأطراف
كانت برمائيات العصر الفحمي متنوعة وشائعة في منتصف العصر، أكثر مما هي عليه اليوم؛ وقد كان يصل طول بعضها إلى 6 أمتار، وكان للأرضية البالغة منها جلد حرشفي. وقد تم ضم عددا من مجموعات رباعيات الأرجل القاعدية في تصنيف الكتب الأولية تحت تيهيات الأسنان، التي كان لها أجسام طويلة، ورأس مغطى بألواح عظمية وأطراف ضعيفة أو غير متطورة بشكل عام، وقد كان أكبرها يزيد عن مترين. كانت مصحوبة بمجموعة من البرمائيات الصغيرة المدرجة تحت الفقاريات الرقيقة، وغالبًا ما يبلغ طولها حوالي 15 سم فقط. وبعض برمائيات الفحمي المائية كانت تعيش في الأنهار منها:(معقوفة العيون [الإنجليزية]، شرغوف فجري [الإنجليزية]، شرغوف أولي [الإنجليزية])؛ والبعض الآخر قد يكون شبه مائي مثل: (ثعبان زاحف [الإنجليزية] ، والأمفيباموس (Amphibamus)، والهيلوبلسن (Hyloplesion))، أو أرضية مثل: (زواحف الشجر [الإنجليزية]، التوديتانوس (Tuditanus)، والأنتراكوصور [الإنجليزية]).

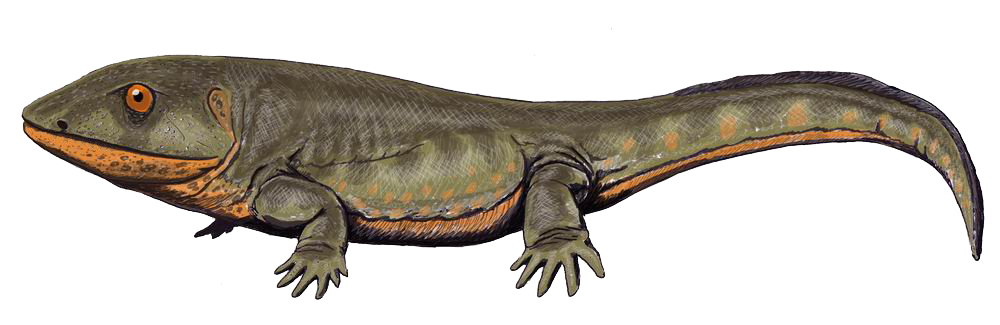
البيدربس [الإنجليزية] الشبيهة بالبرمائيات، تتعتبر أكثر رباعيات الأطراف بدائية لفترة المسيسبي.
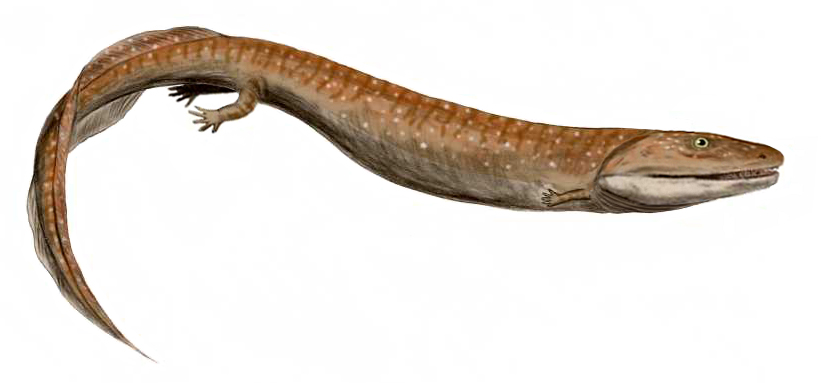
الشرغوف السميك [الإنجليزية]
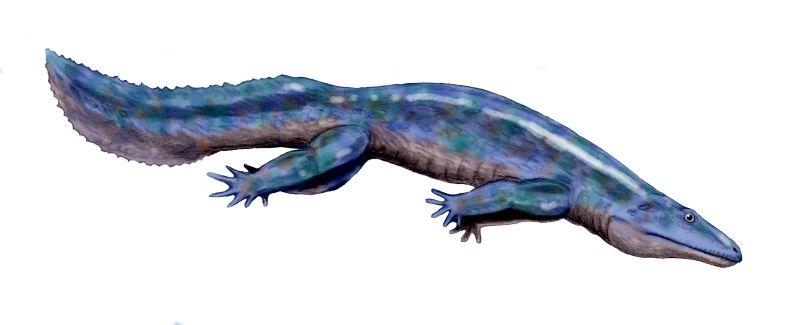
ديبلوفيرتيبرون [الإنجليزية]
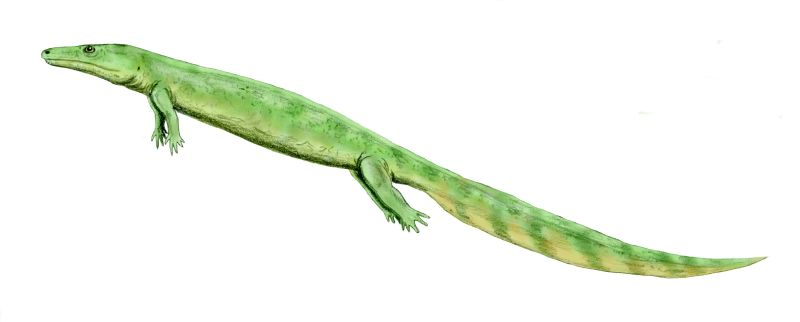
زواحف غرير [الإنجليزية]
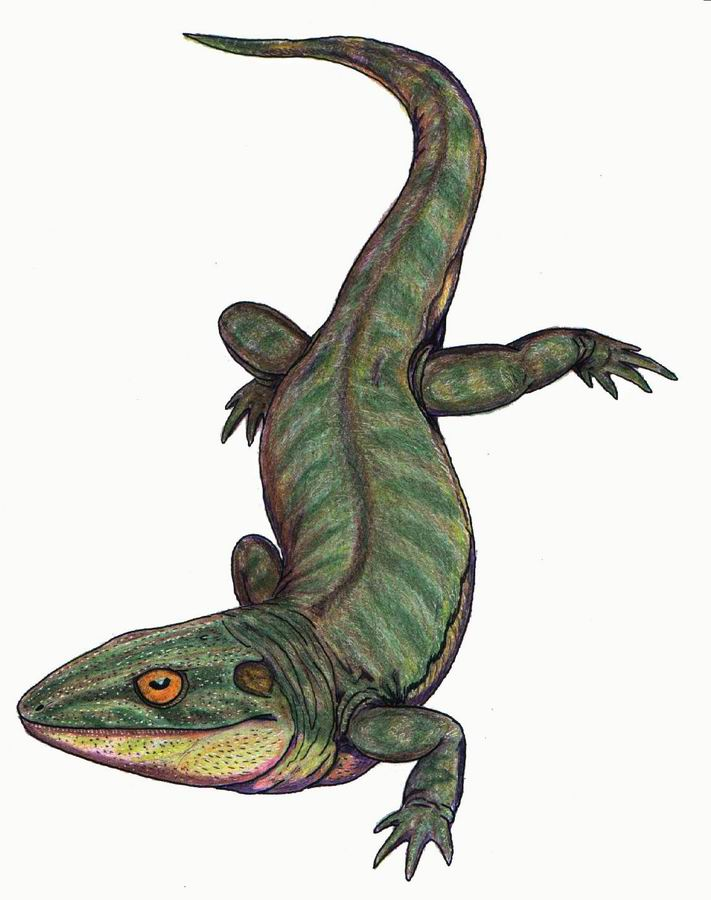
زواحف الشجر [الإنجليزية](مقسومات الفقار)
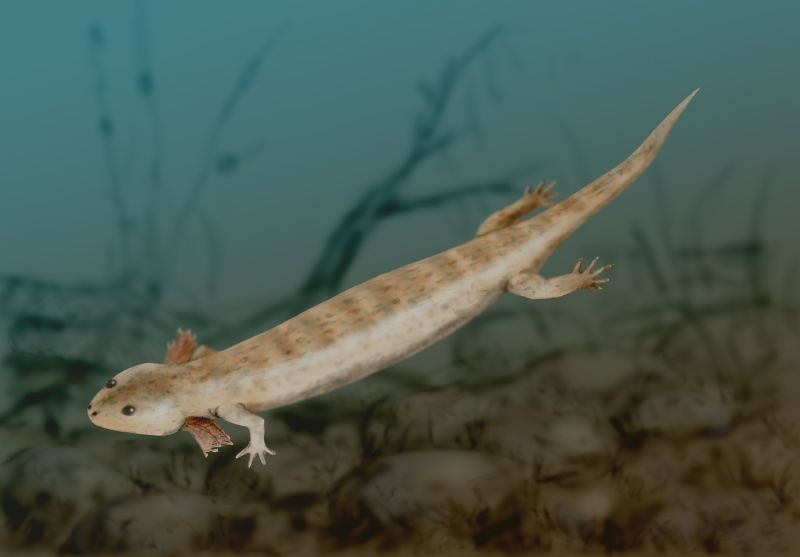
صغيرة الأذرع [الإنجليزية] (فقاريات رقيقة)
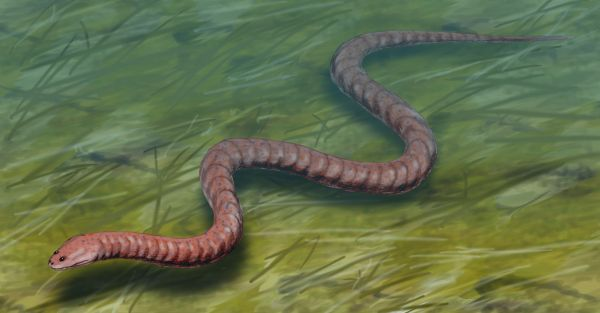
ثعبان زاحف [الإنجليزية] (فقاريات رقيقة)
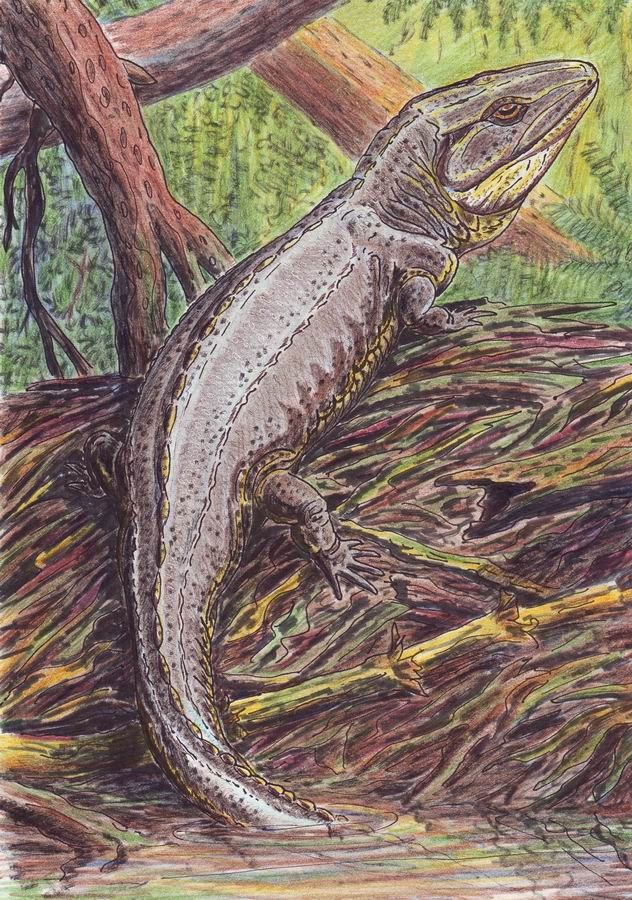
شرغوف أولي [الإنجليزية] (شبيهات الزواحف)

أدى انهيار غابات العصر الفحمي المطيرة إلى بطء في تطور البرمائيات التي لم تستطع البقاء على قيد الحياة في الظروف الباردة والجافة. ومع ذلك، فقد ازدهرت الزواحف بسبب تكيفات رئيسية محددة. وأحد أعظم التطورات للعصر الفحمي كانت بيض الحيوانات السلوية، مما سمح لها بوضع البيض في البيئة الجافة، وسمح لبعض رباعيات الأرجل باستغلال المزيد من الأراضي، وقد شملت الزواحف البدائية عظائيات الوجه (مستوطن الغابة)، ومندمجات الأقواس البدائية المعروفة (عتيقة الكوة [الإنجليزية]). وسرعان ما نتج من هذه الحيوانات الصغيرة الشبيهة بالسحالي إلى العديد من الأحفاد مثل: الزواحف، والطيور والثدييات.
خضعت الزواحف لتطور تشعبي كبير استجابة للمناخ الجاف الذي سبق انهيار الغابات المطيرة. وبحلول نهاية العصر الفحمي كانت الحيوانات السلوية قد تنوعت في عدة مجموعات، مثل: بدائيات الكوة، وممساكيات الخطم، ونحيلات الأطراف [الإنجليزية]، وعدة فصائل من البليكوصورات.
حتى وقت قريب جدا، فإن أقدم الزواحف المعروفة مؤرخة من فترة الفحمي العلوي. في عام 1991 تم وصف زواحف محتملة (سحلية غرب لوثيان) في الفحمي السفلي في اسكتلندا، رغم أنه لا يمكن الجزم أي البرمائيات كانت أقرب أسلافها، ولا الزواحف من أحفادها المباشرة. ثم يظهر الحيوانات الرقيقة مثل مستوطن الغابة وعتيقة الكوة [الإنجليزية]، (طولها 20 سم)، ورأسها صغير نسبيًا ومثالي للزواحف (حوالي خمس طول الجذع، بدلاً من الثلث أو الربع، كما في البرمائيات). والجمجمة طويلة (وهي سمة موروثة من شبيهات الزواحف البرمائية)، وتجمع العظام للبرمائيات الموجود في مؤخرة الجمجمة أصغر بكثير. الهيكل العظمي خفيف، وتبقي الأطراف ممتدة بشكل جانبي، وخصر وحوض البرمائيات صغير. أصابع الأيدي والأقدام طويلة جداً، كما السحالي الحديثة. ومن المحتمل، أن تلك الزواحف المبكرة قد استخدمت أسنانها الحادة لاختراق أغشية الحشرات، بينما معظم البرمائيات تفتقر إلى قوة العض، بسبب صغر الجمجمة وضعف الفكين. وقد تم العثور على هذه الزواحف البدائية داخل جذوع الأشجار المتحجرة في نوفا سكوشا، (كندا). وتشير بقايا البراز إلى أن تغذيتها كانت على الحشرات والحلزون.

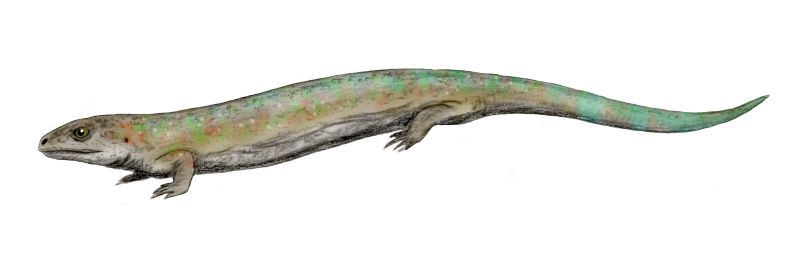
شبيهات الزواحف (شبيهات الزواحف)
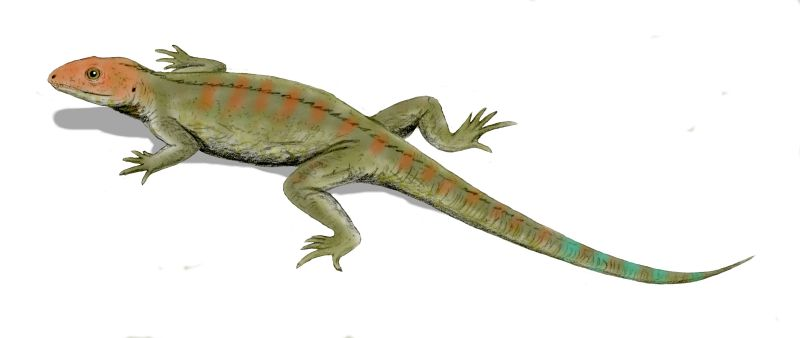
مستوطن الغابة (عظائيات الوجه).
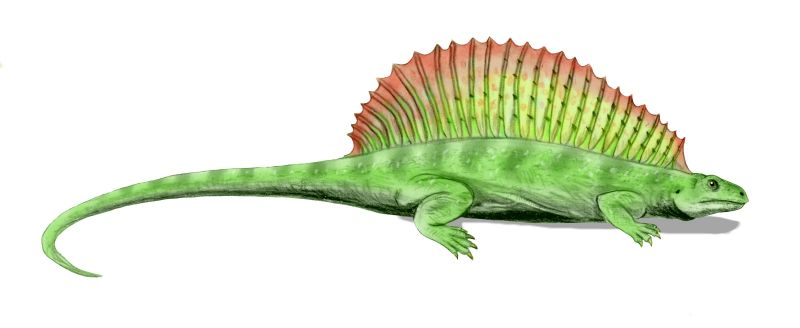
إنثاصور [الإنجليزية] (مندمجات الأقواس)
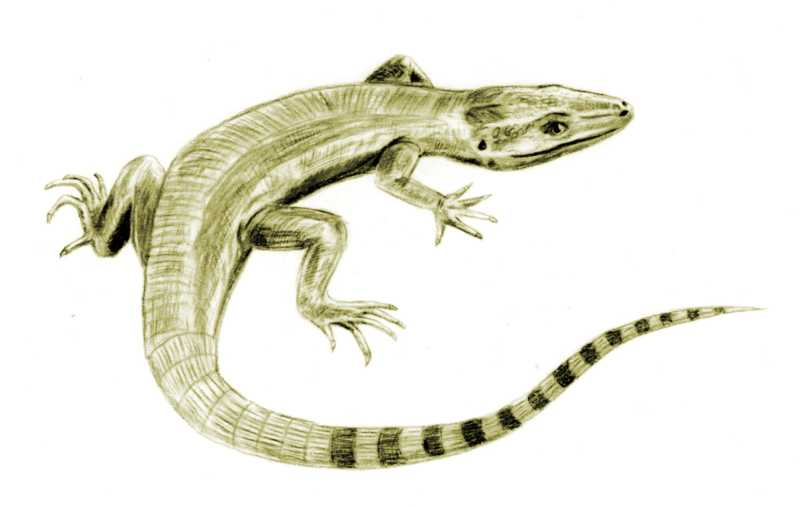
عتيقة الكوة [الإنجليزية] أقدم مندمجات الأقواس المعروفة.
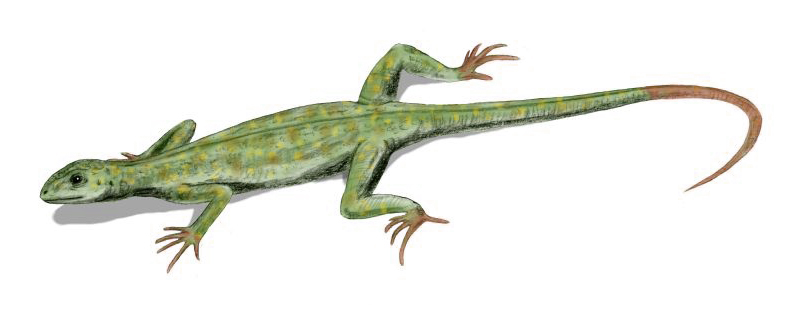
البترولاكوصور (عظائيات الوجه)

## أحداث الانقراض

### فجوة رومر
كانت أول 15 مليون سنة من أحافير العصر الفحمي الأرضية محدودة جدا. وتسمى هذه الفجوة في السجل الأحفوري فجوة رومر نسبة إلى عالم الحفريات الأمريكي ألفرد رومر. بينما تم النقاش الطويل عن ما إذا كانت الفجوة ناتجة عن التحجر أو بسبب حدث فعلي، فإن العمل الأخير يشير إلى أن فترة الفجوة قد شهدت انخفاضًا في مستويات أكسجين الغلاف الجوي، مما يشير إلى نوع من الانهيار البيئي. وقد شهدت الفجوة بزوال شبيهات الأسماك الديفونية تيهيات الأسنان الإكتوستيجيات، وظهور البرمائيات الأكثر تقدمًا مقسومات الفقار وشبيهات الزواحف التي تمثل الحيوانات الفقارية الأرضية للعصر الفحمي.

### انهيار غابات العصر الفحمي المطيرة
حدث انقراض قبل نهاية العصر الفحمي. ويشار إلى هذا الحدث على الأرض باسم انهيار غابات العصر الفحمي المطيرة (CRC). انهارت الغابات الاستوائية المطيرة الشاسعة فجأة وتغير المناخ من حار ورطب إلى بارد وجاف. من المحتمل أن يكون سبب ذلك هو التجلد الشديد وانخفاض منسوب مياه البحر. لم تكن الظروف المناخية الجديدة من نمو الغابات المطيرة والحيوانات معها. وتقلصت الغابات المطيرة في الجزر المعزولة، المحاطة بالموائل الجافة الموسمية. وتبدلت غابات الحزازيات الشاهقة بنباتات أقل تنوعًا من نباتات السرخس.
كانت حالة البرمائيات والفقاريات السائدة خلال هذا الحدث سيئة مع خسائر كبيرة في التنوع البيولوجي؛ واستمرت الزواحف في التنوع بسبب التغيرات الرئيسية التي سمحت لها بالبقاء في المواطن الأكثر جفافاً، وعلى وجه التحديد بيوضها الصلبة والحراشف، وكلا النوعين كان يحتفظ بالمياه بشكل أفضل من نظرائها البرمائية.